# William Lyon Mackenzie King
William Lyon Mackenzie King OM CMG PC (17 de dezembro de 1874 - 22 de julho de 1950) foi um estadista e político canadense que serviu como décimo primeiro-ministro do Canadá por três mandatos não consecutivos de 1921 a 1926, 1926 a 1930 e 1935 a 1948. Membro do Partido Liberal do Canadá, ele foi o político dominante no Canadá desde o início dos anos 1920 até o final dos anos 1940.  King é mais conhecido por sua liderança no Canadá durante a Grande Depressão e a Segunda Guerra Mundial. Ele desempenhou um papel importante no estabelecimento das bases do estado de bem-estar canadense e estabeleceu a reputação internacional do Canadá como uma potência intermediária totalmente comprometida com a ordem mundial. Com um total de 21 anos e 154 dias no cargo, ele continua sendo o primeiro-ministro mais longínquo da história do Canadá.

## Início de vida (1874-1891)
King nasceu em uma casa de madeira alugada por seus pais na 43 Benton Street em Berlin (agora Kitchener), Ontário, filho de John King e Isabel Grace Mackenzie. Seu avô materno foi William Lyon Mackenzie, primeiro prefeito de Toronto e líder da Rebelião do Alto Canadá em 1837. Seu pai era advogado e mais tarde professor na Osgoode Hall Law School. King tinha três irmãos. 
O pai de King era um advogado com uma prática difícil em uma cidade pequena e nunca teve segurança financeira. Seus pais viveram uma vida de nobreza miserável, empregando criados e tutores que mal podiam pagar, embora sua situação financeira melhorasse um pouco após uma mudança para Toronto por volta de 1890, onde King morou com eles por vários anos em um duplex localizado na Beverley Street enquanto estudava na Universidade de Toronto.
King tornou-se um presbiteriano praticante ao longo da vida com uma dedicação à reforma social baseada em seu dever cristão. Ele nunca favoreceu o socialismo.

## Educação (1891–1900)

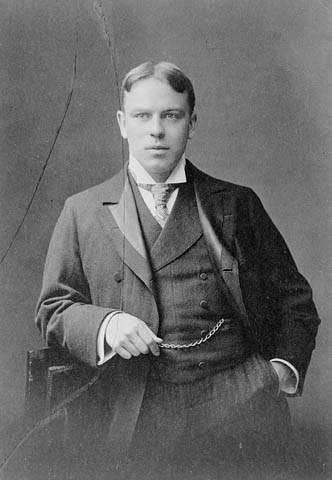
King em 1899

King se matriculou na Universidade de Toronto em 1891. Ele obteve um diploma de BA em 1895, um diploma de LLB em 1896 e um mestrado em 1897, todos da universidade. Enquanto estudava em Toronto, ele conheceu um amplo círculo de amigos, muitos dos quais se tornaram proeminentes.  Ele foi um dos primeiros membros e oficial da Kappa Alpha Society, que incluía vários desses indivíduos (dois futuros juízes da Suprema Corte de Ontário e o futuro presidente da própria universidade). Encorajou o debate sobre ideias políticas. Ele também conheceu Arthur Meighen, um futuro rival político; os dois não se deram muito bem desde o início.
King estava especialmente preocupado com questões de bem-estar social e foi influenciado pelo movimento de assentamentos iniciado por Toynbee Hall em Londres, Inglaterra. Ele desempenhou um papel central em fomentar uma greve estudantil na universidade em 1895. Ele manteve contato próximo, nos bastidores, com o vice-chanceler William Mulock, para quem a greve proporcionou uma chance de embaraçar seus rivais, o chanceler Edward Blake e o presidente James Loudon. King não conseguiu seu objetivo imediato, um cargo de professor na universidade, mas ganhou crédito político com Mulock, o homem que o convidaria para Ottawa e o tornaria vice-ministro apenas cinco anos depois. Enquanto estudava na Universidade de Toronto, King também contribuiu para o jornal do campus, The Varsity.  King posteriormente escreveu para o The Globe, The Mail and Empire, e o Toronto News. O colega jornalista WA Hewitt lembrou que o editor da cidade do Toronto News o deixou no comando uma tarde com instruções para demitir King se ele aparecesse. Quando Hewitt se sentou à mesa do editor, King apareceu alguns minutos depois e renunciou antes que Hewitt pudesse dizer que ele foi demitido.
Depois de estudar na Universidade de Chicago e trabalhar com Jane Addams em Hull House, King foi para a Universidade Harvard. Ele ganhou um mestrado em economia política de Harvard em 1898. Em 1909, Harvard concedeu-lhe o título de PhD por uma dissertação intitulada "Publicidade e opinião pública como fatores na solução de problemas industriais no Canadá".  Ele é o único primeiro-ministro canadense a ter um PhD.

## Início da carreira e funcionário público (1900–1908)

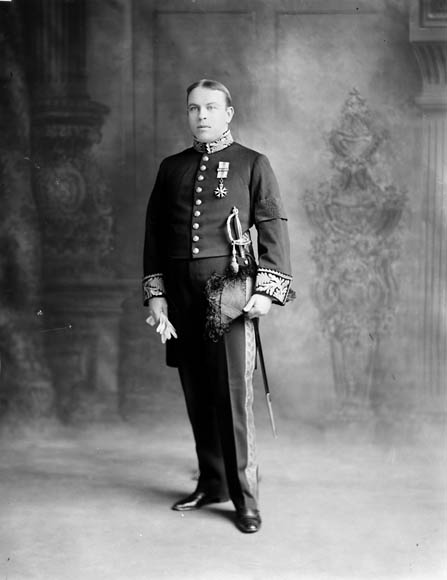
Vestindo uniforme da corte como ministro do trabalho em 1910

Em 1900, King tornou-se editor do Labour Gazette, do governo federal, uma publicação que explorava questões trabalhistas complexas. Mais tarde naquele ano, ele foi nomeado vice-ministro do novo Departamento do Trabalho do governo canadense e tornou-se ativo em domínios políticos, desde a imigração japonesa até as ferrovias, notadamente a Lei de Investigações de Disputas Industriais (1907), que procurava evitar greves trabalhistas por conciliação prévia.
Em 1901, o colega de quarto e melhor amigo de King, Henry Albert Harper, morreu heroicamente durante uma festa de patinação quando uma jovem caiu no gelo do parcialmente congelado rio Ottawa. Harper mergulhou na água para tentar salvá-la e morreu na tentativa. King liderou o esforço para erguer um memorial a Harper, o que resultou na construção da estátua de Sir Galahad na Colina do Parlamento em 1905. Em 1906, King publicou um livro de memórias de Harper, intitulado The Secret of Heroism. 
Enquanto vice-ministro do trabalho, King foi nomeado para investigar as causas e os pedidos de indenização resultantes dos distúrbios antiorientais de 1907 em Chinatown e Japantown de Vancouver. Um dos pedidos de indenização veio de traficantes de ópio chineses, o que levou King a investigar o uso de entorpecentes em Vancouver, na Colúmbia Britânica. Após a investigação, King relatou que mulheres brancas também eram usuárias de ópio, não apenas homens chineses, e o governo federal usou o relatório para justificar a primeira legislação que proibia os narcóticos no Canadá.

## Carreira política e ministro do trabalho (1908-1911)
King foi eleito pela primeira vez para o Parlamento pelo Partido Liberal do Canadá nas eleições federais de 1908, representando Waterloo North. Em 1909, King foi nomeado o primeiro ministro do trabalho pelo primeiro-ministro Wilfrid Laurier.
O mandato de King como ministro do trabalho foi marcado por duas conquistas significativas. Ele liderou a aprovação da Lei de Investigação de Disputas Industriais e da Lei de Investigação de Combinações, que ele moldou durante seu serviço civil e parlamentar. A legislação melhorou significativamente a situação financeira de milhões de trabalhadores canadenses. Em 1910, Mackenzie King apresentou um projeto de lei destinado a estabelecer um dia de 8 horas em obras públicas, mas foi morto no Senado. Ele perdeu sua cadeira nas eleições gerais de 1911, que viram os conservadores derrotarem os liberais e formarem o governo.

## Fora da política (1911-1919)

### Consultor industrial
Após sua derrota, King entrou no circuito de palestras em nome do Partido Liberal. Em junho de 1914, John D. Rockefeller Jr. o contratou na Fundação Rockefeller na cidade de Nova York, para chefiar seu novo Departamento de Pesquisa Industrial. Pagava $12.000 por ano, em comparação com os escassos $2.500 por ano que o Partido Liberal pagava.  Ele trabalhou para a Fundação até 1918, formando uma estreita associação de trabalho e amizade com Rockefeller, aconselhando-o durante o período turbulento da greve de 1913-1914 e do Massacre de Ludlow - no que é conhecido como a Guerra Coalfield do Colorado - em uma família. empresa de carvão de propriedade no Colorado, que subsequentemente preparou o terreno para uma nova era na gestão de trabalho na América. King tornou-se um dos primeiros profissionais especializados no emergente campo das relações industriais.

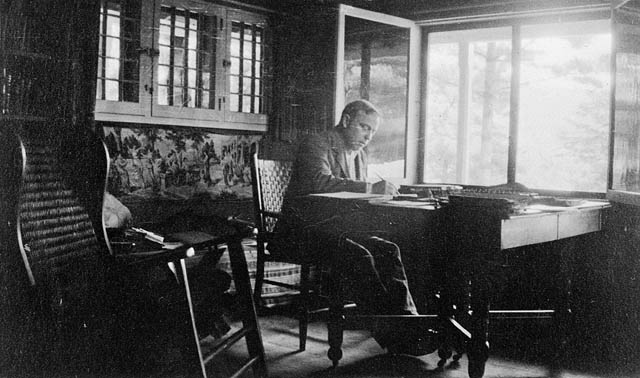
King, enquanto escrevia Industry and Humanity: A Study in the Principles Underlying Industrial Reconstruction, 1917

Em 1918, King, auxiliado por seu amigo FA McGregor, publicou Industry and Humanity: A Study in the Principles Underlying Industrial Reconstruction, um livro denso e abstrato que escreveu em resposta ao massacre de Ludlow. Passou despercebido pela maioria dos leitores, mas revelou o idealismo prático por trás do pensamento político de King. Ele argumentou que o capital e o trabalho eram aliados naturais, não inimigos, e que a comunidade em geral (representada pelo governo) deveria ser a terceira e decisiva parte nas disputas industriais.   Ele expressou escárnio pelos sindicatos, castigando-os por visarem a "destruição pela força da organização existente e a transferência do capital industrial dos atuais possuidores" para eles próprios.
Saindo da Fundação Rockefeller em fevereiro de 1918, King tornou-se um consultor independente em questões trabalhistas pelos próximos dois anos, ganhando $1.000 por semana das principais corporações americanas. Mesmo assim, ele manteve sua residência oficial em Ottawa, esperando ser chamado para o serviço. 

### Política de guerra

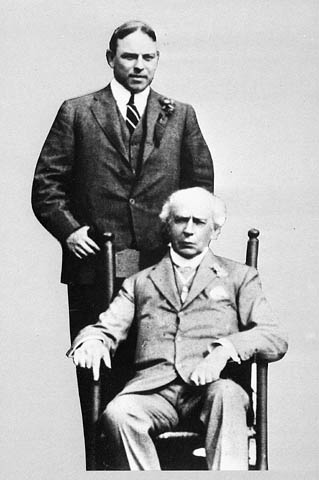
King em pé atrás do ex-primeiro-ministro Wilfrid Laurier, 1912

Em 1917, o Canadá estava em crise; King apoiou o líder liberal Wilfrid Laurier em sua oposição ao recrutamento, que foi violentamente combatido na província de Quebec. O partido liberal tornou-se profundamente dividido, com vários anglófonos se juntando ao governo da União pró-conscrição, uma coalizão controlada pelos conservadores sob o primeiro-ministro Robert Borden. King voltou ao Canadá para concorrer na eleição de 1917, que se concentrou quase inteiramente na questão do recrutamento. Incapaz de superar um deslizamento de terra contra Laurier, King perdeu no eleitorado de York North, que seu avô já havia representado.

## Líder da oposição (1919-1921)

### Eleição de 1919
O Partido Liberal estava profundamente dividido pela oposição de Quebec ao recrutamento e pela revolta agrária em Ontário e nas pradarias. Levin argumenta que, quando King voltou à política em 1919, ele era um forasteiro enferrujado com uma base fraca diante de uma nação amargamente dividida por idioma, regionalismo e classe. Ele superou os concorrentes mais antigos ao abraçar o legado de Laurier, defendendo os interesses trabalhistas, pedindo a reforma do bem-estar e oferecendo sólida oposição ao inimigo conservador. Quando Laurier morreu em 1919, King foi eleito líder na primeira convenção de liderança liberal, derrotando seus três rivais na quarta votação. Ele venceu graças ao apoio do bloco de Quebec, organizado por Ernest Lapointe (1876–1941), mais tarde tenente de longa data de King em Quebec. King não sabia falar francês, mas em eleição após eleição pelos próximos 20 anos (exceto em 1930), Lapointe produziu os assentos críticos para dar aos liberais o controle da Câmara dos Comuns. Ao fazer campanha em Quebec, King retratou Lapointe como co-primeiro-ministro.

### Idealização das Pradarias Canadenses

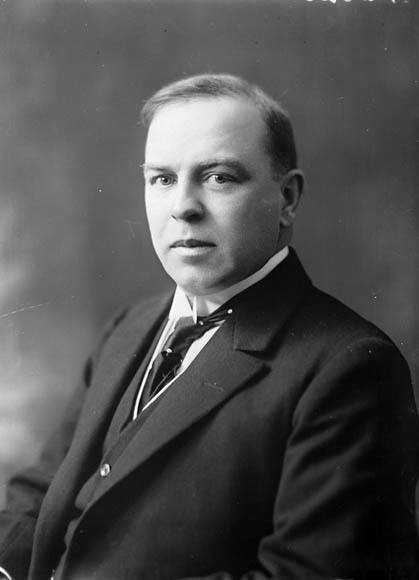
King, 1919

Assim que King se tornou o líder liberal em 1919, ele prestou mais atenção às Pradarias canadenses, uma região em rápido desenvolvimento. Vendo o nascer do sol em Alberta em 1920, ele escreveu em seu diário: "Pensei no novo dia, na nova ordem social. Parece que a profecia do Céu sobre o alvorecer de uma nova era, revelada a mim."  O pragmatismo também desempenhou um papel, já que seu partido dependia para sobreviver dos votos dos membros do Partido Progressista do Parlamento, muitos dos quais representavam fazendeiros em Ontário e nas pradarias. Ele convenceu muitos progressistas a retornar ao rebanho liberal.

### Eleição de 1921
Na eleição de 1921, os liberais de King derrotaram os conservadores liderados pelo primeiro-ministro Arthur Meighen, conquistando uma estreita maioria de 118 dos 235 assentos. Os conservadores ganharam 50, o recém-formado Partido Progressista ganhou 58 (mas se recusou a formar a oposição oficial), e os dez assentos restantes foram para parlamentares trabalhistas e independentes; a maioria desses dez apoiou os progressistas. King tornou-se primeiro-ministro.

## Primeiro-ministro (1921–1926, 1926–1930)
Como primeiro-ministro do Canadá, King foi nomeado para o Conselho Privado do Reino Unido em 20 de junho de 1922 e foi empossado no Palácio de Buckingham em 11 de outubro de 1923, durante a Conferência Imperial de 1923.

### Ato de equilíbrio
Durante seu primeiro mandato, de 1921 a 1926, King procurou reduzir os impostos do tempo de guerra e, especialmente, as tensões étnicas e trabalhistas do tempo de guerra. "A guerra acabou", argumentou ele, "e por muito tempo ainda serão necessárias todas as energias do homem para superar o abismo e curar as feridas que a guerra deixou em nossa vida social." 
Apesar das negociações prolongadas, King não conseguiu atrair os progressistas para seu governo, mas assim que o Parlamento foi aberto, ele contou com o apoio deles para derrotar as moções de desconfiança dos conservadores. King foi contestado em algumas políticas pelos progressistas, que se opunham às altas tarifas da Política Nacional. King enfrentou um delicado ato de equilíbrio de reduzir as tarifas o suficiente para agradar os progressistas baseados na pradaria, mas não tanto a ponto de alienar seus apoiadores vitais na industrial Ontário e Quebec, que perceberam que as tarifas eram necessárias para competir com as importações americanas.  
Com o tempo, os progressistas enfraqueceram gradualmente. Seu líder eficaz e apaixonado, Thomas Crerar, renunciou para retornar ao seu negócio de grãos e foi substituído pelo mais plácido Robert Forke, que ingressou no gabinete de King em 1926 como Ministro da Imigração e Colonização depois de se tornar um Liberal-Progressista. O reformador socialista J. S. Woodsworth gradualmente ganhou influência e poder, e King conseguiu chegar a um acordo com ele em questões políticas. De qualquer forma, faltava à bancada progressista a disciplina partidária tradicionalmente imposta pelos liberais e conservadores. Os progressistas fizeram campanha com a promessa de que seus deputados representariam seus constituintes primeiro. King usou isso a seu favor, já que sempre podia contar com pelo menos um punhado de parlamentares progressistas para reforçar sua posição de quase maioria em qualquer votação crucial.

### Imigração
Em 1923, o governo de King aprovou a Lei de Imigração Chinesa de 1923, proibindo a maioria das formas de imigração chinesa para o Canadá. A imigração da maioria dos países foi controlada ou restringida de alguma forma, mas apenas os chineses foram completamente proibidos de imigrar. Isso ocorreu depois que vários membros do governo federal e alguns governos provinciais (especialmente a Colúmbia Britânica) pressionaram o governo federal para desencorajar a imigração chinesa.
Também em 1923, o governo modificou a Lei de Imigração para permitir que ex-súditos da Áustria-Hungria entrassem novamente no Canadá. A imigração ucraniana foi retomada depois que as restrições foram impostas durante a Primeira Guerra Mundial 

### Planejamento urbano
King tinha uma preocupação de longa data com o planejamento urbano e o desenvolvimento da capital nacional, desde que havia sido treinado no movimento de assentamentos e vislumbrava o planejamento urbano e as cidades-jardim como um componente de seu programa mais amplo de reforma social. Ele se baseou em quatro grandes tradições do planejamento norte-americano inicial: o planejamento social, o Movimento dos Parques, a Cidade Científica e a City Beautiful Movement. O maior impacto de King foi como defensor político do planejamento e desenvolvimento de Ottawa, a capital nacional do Canadá. Seus planos, muitos dos quais foram concluídos nas duas décadas após sua morte, fizeram parte de um século de planejamento federal que reposicionou Ottawa como um espaço nacional no estilo City Beautiful. A Confederation Square, por exemplo, foi inicialmente planejada para ser uma praça cívica para equilibrar a presença federal próxima de Parliament Hill. O monumento da Grande Guerra não foi instalado até a visita real de 1939, e King pretendia que o replanejamento da capital fosse o memorial da Primeira Guerra Mundial. No entanto, o significado simbólico do monumento da Primeira Guerra Mundial gradualmente se expandiu para se tornar o local de lembrança de todos os sacrifícios de guerra canadenses.

### Escândalos de corrupção
King convocou uma eleição em 1925, na qual os conservadores conquistaram o maior número de assentos, mas não a maioria na Câmara dos Comuns. King manteve o poder com o apoio dos progressistas. Um escândalo de corrupção descoberto no final de seu primeiro mandato envolveu crimes em torno da expansão do Canal Beauharnois em Quebec; isso levou a extensas investigações e eventualmente a uma Comissão Real, que expôs o escândalo de Beauharnois. A cobertura da imprensa resultante prejudicou o partido de King na eleição. No início de seu segundo mandato, outro escândalo de corrupção, desta vez no Departamento de Alfândega, foi revelado, o que levou a mais apoio aos conservadores e progressistas, e à possibilidade de King ser forçado a renunciar, caso perdesse apoio suficiente no governo. Comuns. King não tinha nenhuma ligação pessoal com esse escândalo, embora um de seus próprios indicados estivesse no centro dele. O líder da oposição Meighen lançou sua feroz invectiva contra King, afirmando que ele estava se agarrando ao poder "como uma lagosta com trismo". `

### Caso King-Byng
Em junho de 1926, King, enfrentando uma votação na Câmara dos Comuns ligada ao escândalo alfandegário que poderia forçar seu governo a renunciar, aconselhou o governador-geral, Lord Byng, a dissolver o Parlamento e convocar outra eleição. Byng, no entanto, recusou o pedido do primeiro-ministro - a primeira vez na história do Canadá que um pedido de dissolução foi recusado; e, até o momento, a única vez que o governador-geral do Canadá o fez. Em vez disso, Byng pediu ao líder da oposição, Arthur Meighen, para formar o governo. Embora os conservadores tivessem mais assentos na Câmara do que qualquer outro partido, eles não controlavam a maioria. Eles logo foram derrotados em uma moção de desconfiança em 2 de julho. O próprio Meighen então solicitou a dissolução do Parlamento, que Byng agora concedeu.

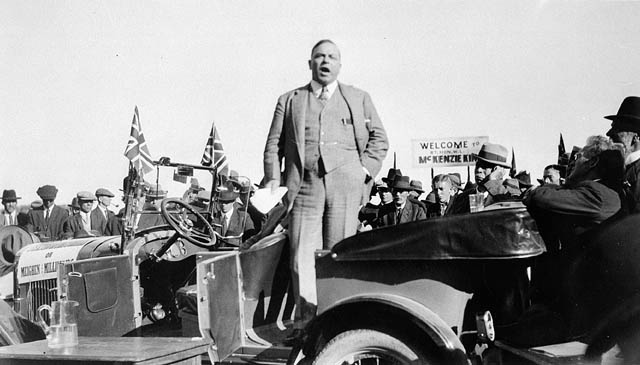
King fazendo um discurso durante sua campanha eleitoral de 1926

King dirigiu a campanha eleitoral liberal de 1926 principalmente na questão do direito dos canadenses de se governarem e contra a interferência da Coroa. O Partido Liberal voltou ao poder com um governo minoritário, o que reforçou a posição de King sobre o assunto e a posição do primeiro-ministro em geral. King mais tarde pressionou por maior autonomia canadense na Conferência Imperial de 1926, que resultou na Declaração de Balfour afirmando que, após a concessão do status de domínio, Canadá, Austrália, Nova Zelândia, Terra Nova, África do Sul e o Estado Livre Irlandês, enquanto ainda comunidades autônomas dentro do Império Britânico, deixou de ser subordinado ao Reino Unido. Assim, o governador-geral deixou de representar o governo britânico e passou a ser apenas o representante pessoal do soberano ao se tornar um representante da Coroa. Isso foi finalmente formalizado no Estatuto de Westminster de 1931. Em 14 de setembro, King e seu partido venceram a eleição com uma pluralidade de assentos na Câmara dos Comuns: 116 assentos contra 91 dos conservadores em uma Câmara de 245 membros.

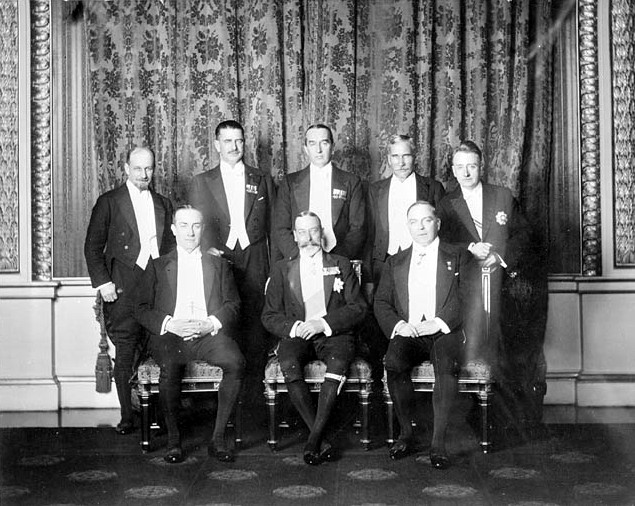
Mackenzie King (sentado à direita) na Conferência Imperial de 1926, que levou à Declaração de Balfour

### Extensão da autonomia canadense

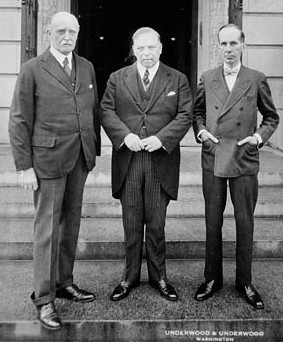
A diplomata britânica Esme Howard, King, e o diplomata canadense Vincent Massey, primeiro enviado canadense aos Estados Unidos, na Legação Canadense durante uma visita a Washington em 1927

Durante a Crise Chanak de 1922, King recusou-se a apoiar os britânicos sem primeiro consultar o Parlamento, enquanto o líder conservador, Arthur Meighen, apoiou a Grã-Bretanha. King procurou uma voz canadense independente de Londres nas relações exteriores. Em setembro de 1922, o primeiro-ministro britânico, David Lloyd George, apelou repetidamente a King pelo apoio canadense na crise. King respondeu friamente que o Parlamento canadense decidiria qual política seguir, deixando claro que não seria vinculado às sugestões de Londres.  King escreveu em seu diário sobre o apelo britânico: "Confesso que me irritou. Ele foi elaborado para jogar o jogo imperial, para testar a centralização versus a autonomia no que diz respeito às guerras europeias. . . Nenhum contingente [canadense] irá sem que o parlamento seja convocado em primeira instância".  Os britânicos ficaram desapontados com a resposta de King, mas a crise logo foi resolvida, como King havia previsto. Depois de Chanak, King estava preocupado com a possibilidade de o Canadá entrar em guerra por causa de suas conexões com a Grã-Bretanha, escrevendo para Violet Markham: 

Qualquer coisa como a centralização em Londres, para não falar de uma tentativa direta ou indireta por parte dos governantes de Downing Street de dizer ao povo dos Domínios o que eles devem ou não fazer e ditar seus deveres em questões de política externa, certamente será tão prejudicial à chamada 'solidariedade imperial' quanto qualquer tentativa de interferência em questões de interesse puramente doméstico. Se a adesão à Comunidade Britânica significar a participação dos Domínios em toda e qualquer guerra em que a Grã-Bretanha se envolva, sem consulta, conferência ou acordo de qualquer tipo com antecedência, não vejo esperança de um relacionamento duradouro.
Durante anos, os estoques de halibute foram se esgotando nas áreas de pesca canadenses e americanas no oceano Pacífico Norte. Em 1923, o governo de King negociou o Tratado do Halibute com os Estados Unidos. O tratado proibia anualmente a pesca comercial de 16 de novembro a 15 de fevereiro; violação resultaria em apreensão. Foi notável o acordo em que o Canadá o negociou sem um delegado britânico à mesa e sem ratificação do Parlamento britânico; embora não oficial, a convenção declarava que o Reino Unido teria um assento à mesa ou seria signatário de qualquer acordo do qual o Canadá fizesse parte. King argumentou que a situação dizia respeito apenas ao Canadá e aos Estados Unidos. Depois, os britânicos aceitaram as intenções de King de enviar um diplomata canadense separado a Washington D.C. (para representar os interesses do Canadá) em vez de um britânico. Na Conferência Imperial de 1923, a Grã-Bretanha aceitou o Tratado do Alabote, argumentando que estabeleceu um novo precedente para o papel dos Domínios Britânicos. 
King expandiu o Departamento de Relações Exteriores, fundado em 1909, para promover ainda mais a autonomia canadense da Grã-Bretanha. O novo departamento levou algum tempo para se desenvolver, mas com o tempo aumentou significativamente o alcance e a projeção da diplomacia canadense. Antes disso, o Canadá contava com diplomatas britânicos que deviam sua primeira lealdade a Londres. Após o episódio King-Byng, King recrutou muitas pessoas de alto calibre para o novo empreendimento, incluindo o futuro primeiro-ministro Lester Pearson e os influentes administradores de carreira Norman Robertson e Hume Wrong. Este projeto foi um elemento-chave de sua estratégia geral, colocando o Canadá em um curso independente da Grã-Bretanha, da ex-colonizadora França, bem como do vizinho poderoso Estados Unidos.
Ao longo de seu mandato, King levou o Canadá de um domínio com governo responsável a uma nação autônoma dentro da Comunidade Britânica. King afirmou a autonomia canadense contra as tentativas do governo britânico de transformar a Commonwealth em uma aliança. Seu biógrafo afirma que "nesta luta Mackenzie King foi o agressor constante". O alto comissário canadense para a Grã-Bretanha, Vincent Massey, afirmou que um "viés anti-britânico" era "um dos fatores mais poderosos em sua constituição".

### Outras reformas

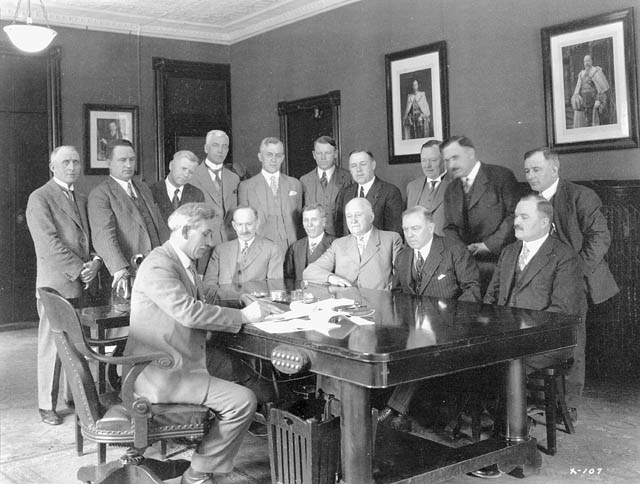
Assinatura do Acordo Domínio-Provincial sobre pensões de velhice em 1928. (Sentado, à esquerda): Peter Heenan, Thomas Donnelly, John Millar, W.R. Motherwell, William Lyon Mackenzie King, C.A. Dunning. (Em pé, da esquerda para a direita): Fred Johnson, John Vallance, Ed Young, C.R. McIntosh, Robert McKenzie, Gordon Ross, A.F. Totzke, George McPhee, Malcolm McLean, William Bock.

Nos assuntos domésticos, King fortaleceu a política liberal de aumentar os poderes dos governos provinciais transferindo para os governos de Manitoba, Alberta e Saskatchewan a propriedade das terras da coroa nessas províncias, bem como os direitos do subsolo; estes em particular se tornariam cada vez mais importantes, pois o petróleo e outros recursos naturais se mostraram muito abundantes. Em colaboração com os governos provinciais, inaugurou um sistema de pensões de velhice com base na necessidade. Em fevereiro de 1930, ele nomeou Cairine Wilson como a primeira senadora da história do Canadá.

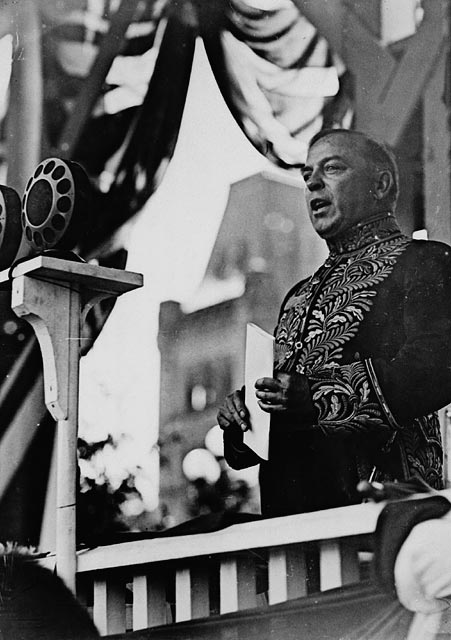
King, em traje de gala, falando em Parliament Hill durante uma cerimônia celebrando o Jubileu de Diamante da Confederação em 1927

Foram realizadas reduções na tributação, como isenções do imposto sobre vendas de mercadorias e isenções ampliadas do imposto de renda, enquanto em 1929 os impostos sobre cabos, telegramas e passagens ferroviárias e de navios a vapor foram removidos.
Foram também realizadas medidas de apoio aos agricultores. Em 1922, por exemplo, uma medida foi introduzida e aprovada "restaurando as tarifas ferroviárias do Crow's Nest Pass para grãos e farinha que se deslocam para o leste das províncias das pradarias". Foi criada uma Junta de Empréstimos Agrícolas para fornecer crédito rural; adiantamento de recursos aos agricultores "a taxas de juros e em condições não obtidas nas fontes habituais", enquanto outras medidas foram realizadas, como medidas preventivas contra a febre aftosa e o estabelecimento de padrões de classificação "para auxiliar na comercialização de produtos agrícolas "tanto em casa quanto no exterior. Além disso, a Lei de Investigação de Combinações de 1923 visava proteger os consumidores e produtores da exploração. Uma Lei de Salários Justos e Oito Horas por Dia foi introduzida em 1930.

### Derrota em 1930
O governo de King estava no poder no início da Grande Depressão, mas demorou a responder à crise crescente. Ele sentiu que a crise era uma oscilação temporária do ciclo de negócios e que a economia logo se recuperaria sem a intervenção do governo. Os críticos disseram que ele estava fora de alcance. Pouco antes da eleição, King comentou descuidadamente que "não daria uma moeda de cinco centavos" aos governos provinciais conservadores para auxílio-desemprego. A oposição fez dessa observação uma frase de efeito; a questão principal era a deterioração da economia e se o primeiro-ministro estava fora de contato com as dificuldades das pessoas comuns. Os liberais perderam a eleição de 1930 para o Partido Conservador, liderado por Richard Bedford Bennett. O voto popular foi muito próximo entre os dois partidos, com os liberais ganhando mais votos do que em 1926, mas os conservadores tinham uma vantagem geográfica que se transformou em assentos suficientes para dar a maioria.

## Líder da oposição (1930-1935)
Após sua derrota, King permaneceu como líder dos liberais, tornando-se o líder da oposição pela segunda vez. King começou seus anos como líder da oposição convencido de que seu governo não merecia a derrota e que a cautela financeira de seu governo ajudou a economia a prosperar. Ele atribuiu a crise financeira aos excessos especulativos dos empresários e ao ciclo climático. King argumentou que o pior erro que o Canadá poderia reagir à Depressão foi aumentar as tarifas e restringir o comércio internacional. Ele acreditava que, com o tempo, os eleitores descobririam que haviam sido enganados por Bennett e passariam a apreciar a política de frugalidade e livre-comércio do governo do rei.

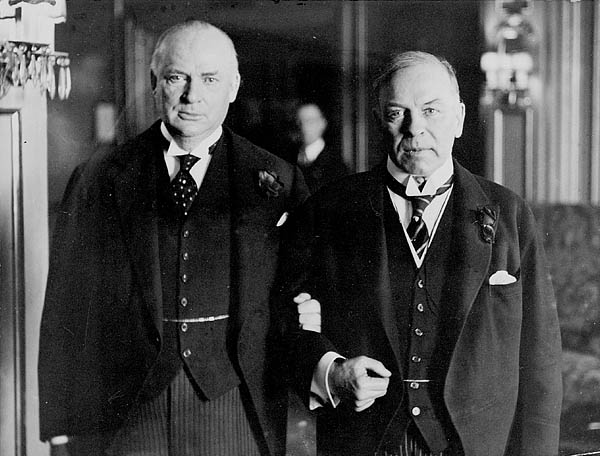
O líder da oposição King (à direita) e o primeiro-ministro R. B. Bennett (à esquerda), 1934

A política de King era abster-se de oferecer conselhos ou políticas alternativas. De fato, suas preferências políticas não eram muito diferentes das de Bennett, e ele deixou o governo conservador fazer o que queria. Embora desse a impressão de simpatia por causas progressistas e liberais, ele não tinha entusiasmo pelo New Deal do presidente americano Franklin D. Roosevelt (que Bennett acabou tentando imitar, depois de se debater sem soluções por vários anos), e nunca defendeu uma política massiva. ação do governo para aliviar a Depressão no Canadá.
Como líder da oposição, King denunciou os déficits orçamentários do governo Bennett como irresponsáveis, embora não sugerisse sua própria ideia de como os orçamentos poderiam ser equilibrados. King também denunciou os "cheques em branco" que o parlamento foi solicitado a aprovar para alívio e atrasou a aprovação desses projetos de lei, apesar das objeções de alguns liberais que temiam que o público pudesse concluir que os liberais não simpatizavam com aqueles que lutavam. A cada ano, após o discurso do trono e o orçamento, King apresentava emendas que culpavam a política de altas tarifas de Bennett pela depressão.
Quando a eleição de 1935 chegou, o governo Bennett era fortemente impopular devido à forma como lidou com a depressão. Usando o slogan "King or Chaos", os liberais obtiveram uma vitória esmagadora, conquistando 173 das 245 cadeiras da Câmara dos Comuns e reduzindo os conservadores a 40; este foi o Governo maioritário na época.

## Primeiro-ministro (1935-1948)
Pela primeira vez em sua carreira política, King liderou um governo de maioria liberal indiscutível. Ao retornar ao cargo em outubro de 1935, ele parecia demonstrar um compromisso (como Franklin Roosevelt) com os desprivilegiados, falando de uma nova era onde "a pobreza e a adversidade, a carência e a miséria são os inimigos que o liberalismo tentará banir da terra". Mais uma vez, King nomeou-se secretário de estado para assuntos externos; ele ocupou o cargo até 1946.

### Reformas econômicas

#### Livre-comércio
Prometendo um tratado comercial muito desejado com os EUA, o governo King aprovou o Acordo Comercial Recíproco de 1935. Ele marcou o ponto de virada nas relações econômicas canadenses-americanas, revertendo a desastrosa guerra comercial de 1930-31, reduzindo as tarifas e gerando um aumento dramático no comércio. Mais sutilmente, revelou ao primeiro-ministro e ao presidente Roosevelt que eles poderiam trabalhar bem juntos.

#### Programas sociais
O governo de King introduziu a Comissão Nacional de Emprego em 1936. Quanto aos desempregados, King era hostil ao auxílio federal. No entanto, o primeiro programa nacional obrigatório de seguro-desemprego foi instituído em agosto de 1940 sob o governo King, depois que uma emenda constitucional foi acordada por todas as províncias canadenses, para conceder ao governo federal o poder legislativo sobre o seguro-desemprego. New Brunswick, Alberta e Quebec resistiram ao desejo do governo federal de alterar a constituição, mas acabaram concordando com seu pedido, sendo Alberta a última a fazê-lo. A Seção 91 da Lei Britânica da América do Norte foi alterada adicionando um título designado Número 2A simplesmente nas palavras "Seguro-desemprego".
Nos treze anos seguintes, uma ampla gama de reformas semelhantes às associadas ao New Deal foi realizada durante o último período de Mackenzie King no cargo de primeiro-ministro. Em 1937, a idade para os cegos se qualificarem para pensões de velhice foi reduzida para 40 anos em 1937 e, posteriormente, para 21 anos em 1947. Em 1939, foram introduzidas contribuições compulsórias para pensões de viúvas e órfãos de baixa renda (embora abrangessem apenas os empregados regulares), enquanto os agricultores deprimidos passaram a ser subsidiados a partir desse mesmo ano. Em 1944, os abonos de família foram introduzidos. King tinha vários argumentos a favor dos abonos de família, um dos quais, conforme observado por um estudo, era que os abonos de família "significariam melhor alimentação, roupas e assistência médica e odontológica para crianças de famílias de baixa renda". A partir de 1948, o governo federal subsidiou os serviços médicos nas províncias.

#### Gerenciamento de gastos
Os governos provinciais enfrentaram receitas decrescentes e custos sociais mais elevados. Eles precisavam de subsídios e empréstimos federais para reduzir seus déficits. Em uma conferência de dezembro de 1935 com os primeiros-ministros, King anunciou que os subsídios federais seriam aumentados até a primavera de 1936. Nesse estágio, o principal objetivo de King era ter um sistema federal no qual cada nível de governo pagaria por seus programas com suas próprias fontes de impostos.
King aceitou com relutância uma solução keynesiana que envolvia gastos federais com déficit, cortes de impostos e subsídios ao mercado imobiliário. King e seu ministro das finanças, Charles Avery Dunning, planejaram equilibrar o orçamento para 1938. No entanto, alguns colegas, para surpresa de King, se opuseram a essa ideia e, em vez disso, favoreceram a criação de empregos para estimular a economia, citando a teoria do economista britânico John Maynard Keynes de que os governos poderiam aumentar o emprego gastando em tempos de baixo investimento privado. Em um movimento politicamente motivado, King aceitou seus argumentos e, portanto, teve déficits em 1938 e 1939.

#### Trabalhadores
As várias províncias foram assistidas pela Lei Federal de Desemprego e Assistência Agrícola de 1938 e pela Lei de Treinamento de Jovens de 1939 para criar programas de treinamento para jovens, enquanto uma emenda ao Código Penal em maio de 1939 proibia a recusa de contratar ou demissão, "apenas em razão da filiação de uma pessoa em um sindicato ou associação legal".
A Lei de Coordenação de Treinamento Vocacional de 1942 impulsionou as províncias a criar instalações para treinamento vocacional pós-secundário, e em 1948 foi aprovada a Lei de Investigação de Relações Industriais e Conflitos, que salvaguardou os direitos dos trabalhadores de se filiarem a sindicatos enquanto exigindo que os empregadores reconheçam os sindicatos escolhidos por seus funcionários.

#### Habitação
O Federal Home Improvement Plan de 1937 forneceu taxas de juros subsidiadas em empréstimos de reabilitação para 66.900 casas, enquanto a Lei Nacional de Habitação de 1938 previa a construção de moradias de baixo custo. Outra Lei da Habitação foi posteriormente aprovada em 1944 com a intenção de conceder empréstimos ou hipotecas garantidos pelo governo federal a indivíduos que desejassem consertar ou construir habitações por iniciativa própria.

#### Agricultura
Embora King se opusesse ao Canadian Wheat Board de Bennett em 1935, ele aceitou sua operação. No entanto, em 1938, o conselho vendeu suas participações e King propôs retornar ao mercado aberto. Isso irritou os fazendeiros canadenses ocidentais, que eram a favor de um conselho que lhes daria um preço mínimo garantido, com o governo federal cobrindo quaisquer perdas. Enfrentando uma campanha pública para manter o conselho, King e seu ministro da agricultura, James Garfield Gardiner, estenderam relutantemente a vida do conselho e ofereceram um preço mínimo que protegeria os fazendeiros de novas quedas.

#### Corporações da Coroa
Em 1937, o governo de King estabeleceu a Trans-Canada Air Lines (a precursora da Air Canada), como uma subsidiária da corporação da coroa, a Canadian National Railways. Foi criado para fornecer serviços aéreos para todas as regiões do Canadá.
Em 1938, o governo de King nacionalizou o Banco do Canadá em uma corporação da coroa.

### Reformas na mídia
Em 1936, a Canadian Radio Broadcasting Commission (CRBC) tornou-se a Canadian Broadcasting Corporation (CBC), que era uma corporação da coroa. O CBC tinha uma estrutura organizacional melhor, financiamento mais seguro por meio do uso de uma taxa de licença para receber aparelhos (inicialmente fixado em US$ 2,50) e menos vulnerabilidade a pressões políticas. Quando os conservadores de Bennett governavam e os liberais estavam na oposição, os liberais acusaram a rede de ser tendenciosa para os conservadores. Durante a campanha eleitoral de 1935, o CRBC transmitiu uma série de novelas de 15 minutos chamada Mr. Sage, que criticava King e o Partido Liberal. Denunciado como propaganda política, o incidente foi um fator na decisão de King de substituir o CRBC.
Em 1938, o governo de King convidou o documentarista britânico John Grierson para estudar a situação da produção cinematográfica do governo (que na época era responsabilidade do Canadian Government Motion Picture Bureau). King acreditava que o cinema canadense merecia uma presença cada vez maior nos cinemas canadenses. Este relatório levou ao National Film Act, que criou o National Film Board of Canada em 1939. Ele foi criado para produzir e distribuir filmes de interesse nacional e tinha como objetivo específico tornar o Canadá mais conhecido nacional e internacionalmente. Gierson foi nomeado o primeiro comissário de cinema em outubro de 1939.

### Relacionamento com as províncias
Depois de 1936, o primeiro-ministro perdeu a paciência quando os canadenses ocidentais preferiram alternativas radicais, como o CCF (Co-operative Commonwealth Federation) e o Crédito Social, ao seu liberalismo intermediário. De fato, ele chegou perto de descartar a região com seu comentário de que a bacia de poeira da pradaria era "parte da área desértica dos EUA". Duvido que tenha alguma utilidade real novamente."  Em vez disso, ele prestou mais atenção às regiões industriais e às necessidades de Ontário e Quebec, particularmente no que diz respeito ao projeto proposto de Canal de São Lourenço com os Estados Unidos.
Em 1937, Maurice Duplessis, o conservador premier de Quebec, aprovou a Lei do Cadeado (a Lei para Proteger a Província Contra a Propaganda Comunista), que intimidou os líderes trabalhistas ao ameaçar fechar seus escritórios por quaisquer supostas atividades comunistas. O governo de King, que já havia revogado a seção do Código Penal que proíbe associações ilegais, considerou rejeitar esse projeto de lei. No entanto, o ministro do gabinete de King, Ernest Lapointe, acreditava que isso prejudicaria as chances eleitorais do Partido Liberal em Quebec. King e seus ministros anglo-canadenses aceitaram a visão de Lapointe; como King escreveu em seu diário em julho de 1938, "estávamos preparados para aceitar o que realmente não deveria, em nome do liberalismo, ser tolerado nem por um momento".

### Alemanha e Hitler
Em março de 1936, em resposta à remilitarização alemã da Renânia, King fez com que o Alto Comissariado do Canadá no Reino Unido informasse ao governo britânico que se a Grã-Bretanha entrasse em guerra com a Alemanha sobre a questão da Renânia, o Canadá permaneceria neutro. Em junho de 1937, durante uma Conferência Imperial em Londres dos primeiros-ministros de todos os domínios, King informou ao primeiro-ministro britânico Neville Chamberlain que o Canadá só entraria em guerra se a Grã-Bretanha fosse atacada diretamente e que se a Grã-Bretanha se envolvesse em uma guerra continental então Chamberlain não deveria esperar apoio canadense.

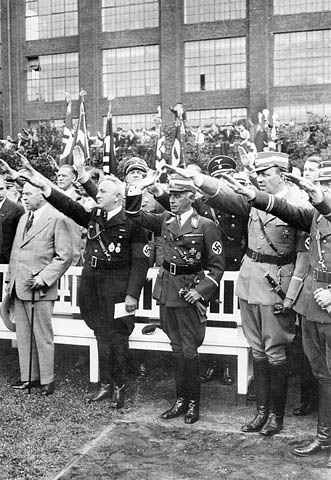
King (extrema esquerda) em uma cerimônia em Berlim, Alemanha Nazista, 1937

Em 1937, King visitou a Alemanha Nazista e se encontrou com Adolf Hitler. Possuindo um anseio religioso por uma visão direta dos mistérios ocultos da vida e do universo, e fortemente influenciado pelas óperas de Richard Wagner (que também era o compositor favorito de Hitler), King decidiu que Hitler era semelhante aos heróis míticos de Wagner, nos quais o bem e o mal estavam lutando. Ele pensou que o bem acabaria triunfando e Hitler redimiria seu povo e os levaria a um futuro harmonioso e edificante. Essas atitudes espirituais não apenas orientaram as relações do Canadá com Hitler, mas também deram ao primeiro-ministro a sensação reconfortante de uma missão superior, a de ajudar a levar Hitler à paz. King comentou em seu diário que "ele é realmente alguém que realmente ama seus semelhantes e seu país, e faria qualquer sacrifício pelo bem deles". King previu que:
O mundo ainda verá um grande homem–místico em Hitler ... Não posso tolerar o nazismo – a arregimentação – crueldade – opressão dos judeus – atitude em relação à religião, etc., mas Hitler .. um dia se classificará com Joana d'Arc entre os libertadores de seu povo. Situação durante a era nazista
No final de 1938, durante a grande crise na Europa sobre a Tchecoslováquia que culminou no Acordo de Munique, os canadenses estavam divididos. Os francófonos insistiam na neutralidade, assim como alguns conselheiros importantes como Oscar D. Skelton. Os imperialistas apoiavam a Grã-Bretanha e estavam dispostos a lutar contra a Alemanha. King, que atuou como seu próprio secretário de Estado das Relações Exteriores (ministro das Relações Exteriores), disse em particular que, se tivesse que escolher, não seria neutro, mas não fez nenhuma declaração pública. Todo o Canadá ficou aliviado porque o apaziguamento britânico em Munique, embora sacrificasse os direitos da Tchecoslováquia, parecia trazer paz.
Sob a administração de King, o governo canadense, respondendo à forte opinião pública e ao lobby da igreja católica em Quebec, recusou-se a expandir as oportunidades de imigração para refugiados judeus da Europa. Em junho de 1939, o Canadá, juntamente com Cuba e os Estados Unidos, recusou-se a permitir a entrada de 900 refugiados judeus a bordo do navio de passageiros MS St. Louis. O governo de King foi amplamente criticado por suas políticas anti-semitas e recusa em admitir refugiados judeus. Mais notoriamente, quando Frederick Blair, um oficial de imigração do partido de King, foi questionado sobre quantos refugiados judeus o Canadá admitiria após a Segunda Guerra Mundial, ele respondeu: "Nenhum é demais". Esta política foi totalmente apoiada por King e seus aliados políticos.

### Segunda Guerra Mundial

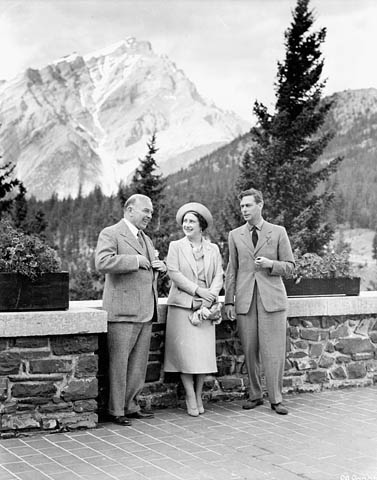
(Da direita para a esquerda) Rei George VI, Rainha Elizabeth e o Primeiro Ministro Mackenzie King em Banff, Alberta, 1939

King acompanhou o rei George VI e a rainha Elizabeth - durante sua viagem pelo Canadá em 1939, bem como em sua visita aos Estados Unidos, alguns meses antes do início da Segunda Guerra Mundial.

#### Declaração de guerra
Segundo o historiador Norman Hillmer, enquanto o primeiro-ministro britânico Neville Chamberlain "negociava em Munique com Adolf Hitler em setembro de 1938, Mackenzie King, primeiro-ministro do Canadá, ficou agitado". King percebeu a probabilidade da Segunda Guerra Mundial e começou a se mobilizar em 25 de agosto de 1939, com mobilização total em 1º de setembro de 1939, dia em que a Alemanha invadiu a Polônia. Em 1914, o Canadá estava em guerra em virtude da declaração do rei Jorge V Em 1939, King afirmou a autonomia do Canadá e convocou a Câmara dos Comuns em 7 de setembro, quase um mês antes do previsto, para discutir a intenção do governo de entrar na guerra. King afirmou a autonomia canadense dizendo que o Parlamento canadense tomaria a decisão final sobre a questão de ir à guerra. Ele assegurou aos canadenses pró-britânicos que o Parlamento certamente decidiria que o Canadá estaria ao lado da Grã-Bretanha se a Grã-Bretanha fosse arrastada para uma grande guerra. Ao mesmo tempo, ele tranquilizou aqueles que suspeitavam da influência britânica no Canadá, prometendo que o Canadá não participaria das guerras coloniais britânicas. Seu tenente de Quebec, Ernest Lapointe, prometeu aos franco-canadenses que o governo não introduziria o recrutamento para serviço no exterior; a participação individual seria voluntária. Essas promessas permitiram que o Parlamento concordasse quase unanimemente em declarar guerra em 9 de setembro. Em 10 de setembro, King, por meio de seu alto comissário em Londres, emitiu um pedido ao rei George VI, pedindo-lhe, na qualidade de rei do Canadá, que declarasse o Canadá em guerra contra a Alemanha.

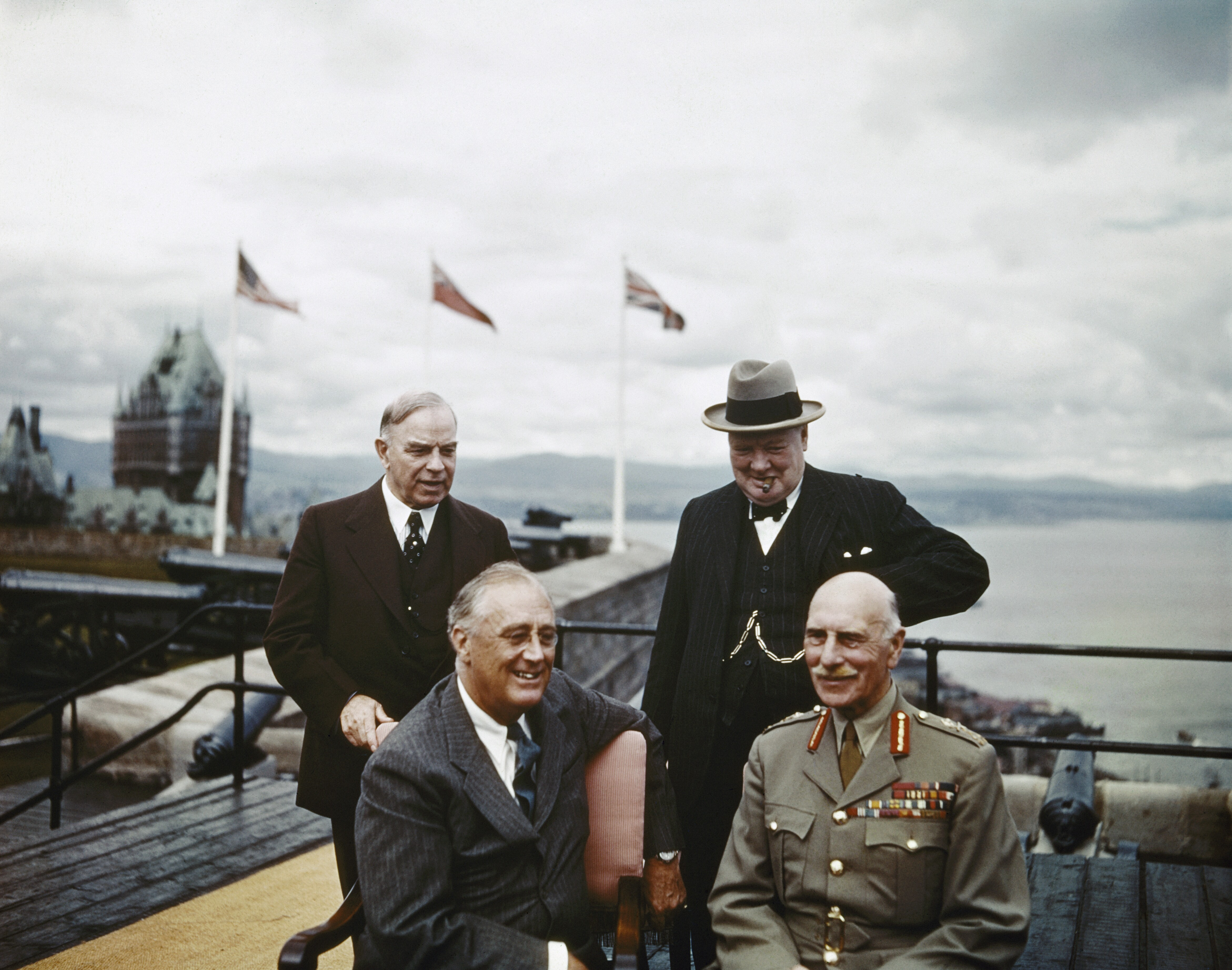
King (atrás à esquerda) com (no sentido anti-horário de King) Franklin D. Roosevelt, governador-geral, o Conde de Athlone e Winston Churchill durante a Conferência de Quebec em 1943

#### Política externa

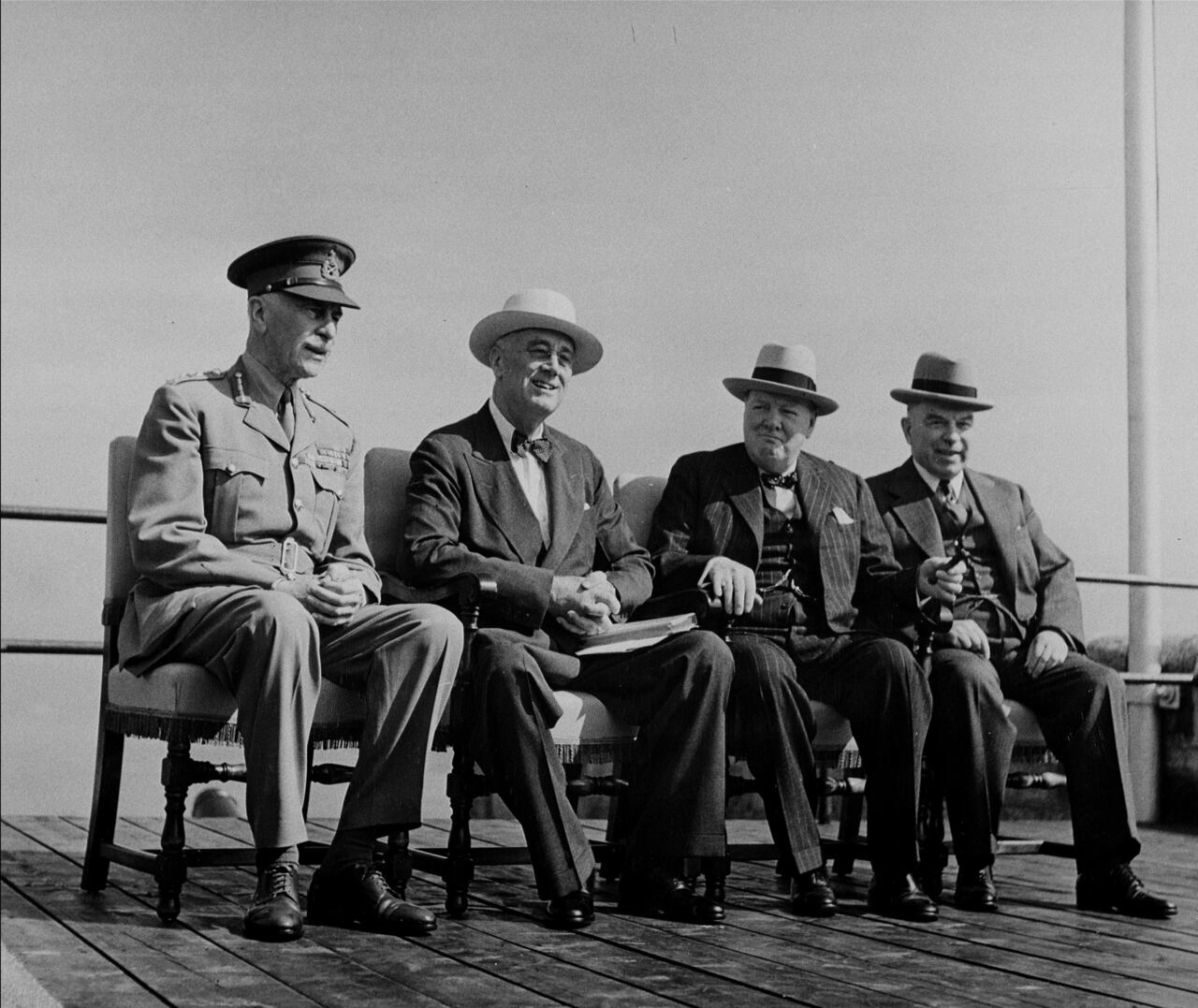
King (extrema direita) junto com (da esquerda para a direita) governador-geral, o Conde de Athlone, Franklin D. Roosevelt e Winston Churchill na Conferência do Octógono, Cidade de Quebec, setembro de 1944

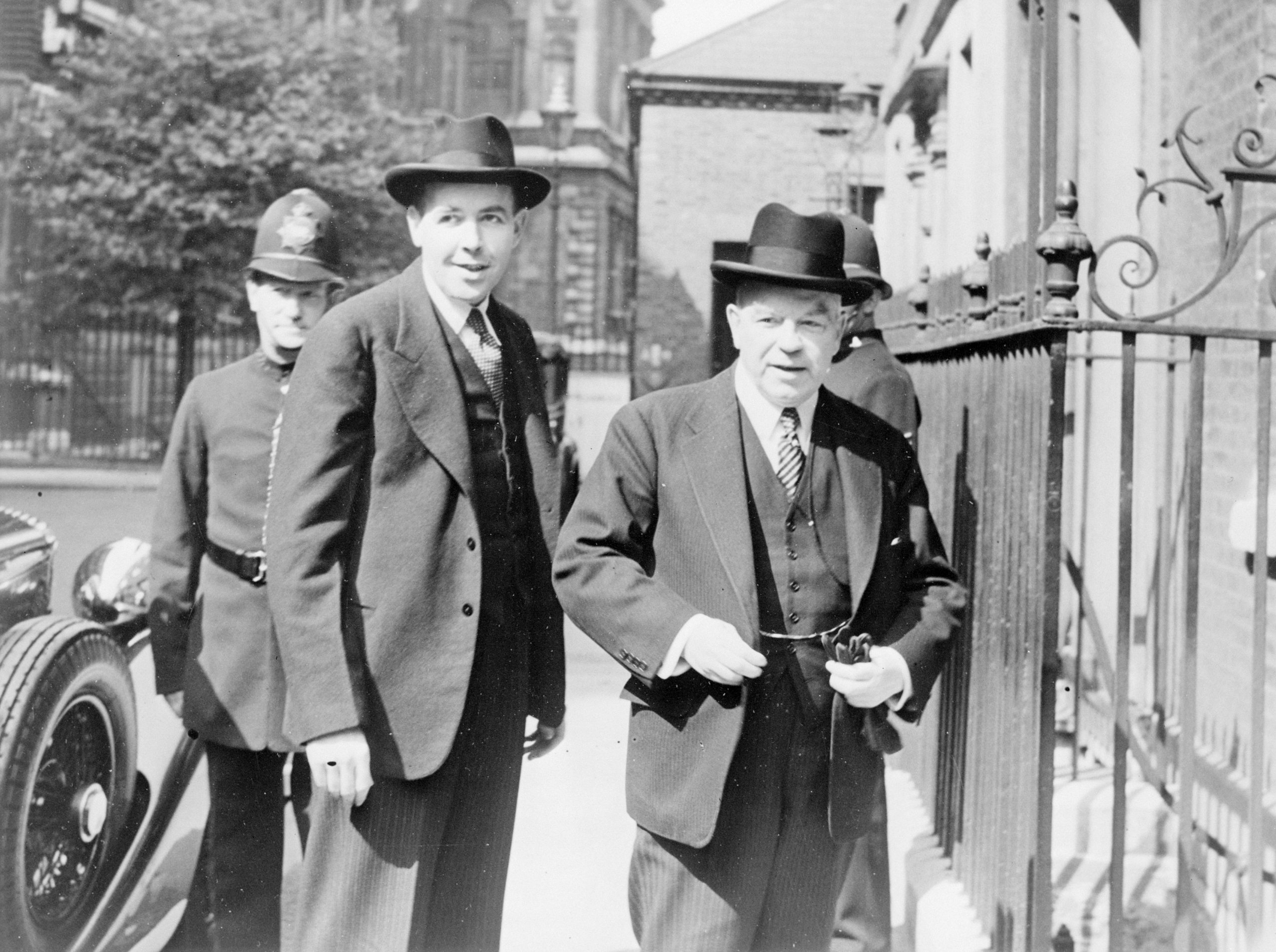
Diplomata canadense Norman Robertson e Mackenzie King, 1944

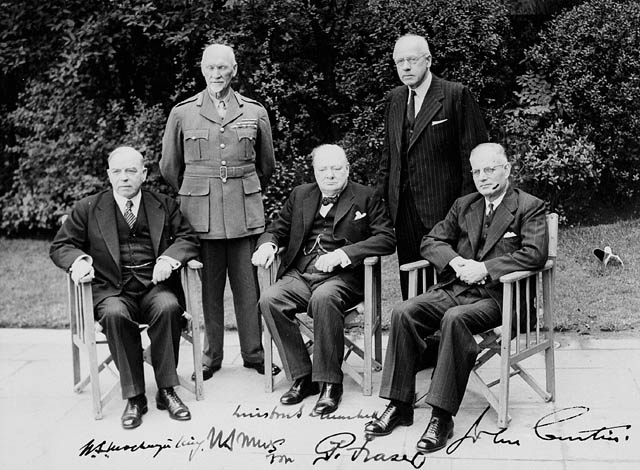
King, sentado à esquerda, na Conferência dos Primeiros Ministros da Commonwealth de 1944

Para rearmar o Canadá, King construiu a Royal Canadian Air Force como uma potência militar viável, enquanto ao mesmo tempo a mantinha separada da Royal Air Force da Grã-Bretanha. Ele foi fundamental na obtenção do Acordo do Plano de Treinamento Aéreo da Comunidade Britânica, assinado em Ottawa em dezembro de 1939, vinculando Canadá, Grã-Bretanha, Nova Zelândia e Austrália a um programa que eventualmente treinou metade dos aviadores dessas quatro nações na Segunda Guerra Mundial.
King ligou o Canadá cada vez mais estreitamente aos Estados Unidos, assinando um acordo com Roosevelt em Ogdensburg, Nova York, em agosto de 1940, que previa a estreita cooperação das forças canadenses e americanas, apesar do fato de os EUA permanecerem oficialmente neutros até o bombardeio de Pearl Harbor em 7 de dezembro de 1941. Durante a guerra, os americanos assumiram o controle virtual do Yukon na construção da Rodovia do Alasca e das principais bases aéreas na Terra Nova, na época sob o governo britânico.
King - e o Canadá - foram amplamente ignorados pelo primeiro-ministro britânico Winston Churchill, apesar do papel importante do Canadá no fornecimento de alimentos, matérias-primas, munições, e dinheiro  para a economia britânica pressionada, treinando aviadores para a Commonwealth, guardando a metade ocidental do Oceano Atlântico Norte contra submarinos alemães, e fornecendo tropas de combate para as invasões da Itália, França e Alemanha em 1943–45. King provou ser muito bem-sucedido em mobilizar a economia para a guerra, com resultados impressionantes na produção industrial e agrícola. A depressão terminou, a prosperidade voltou e a economia do Canadá expandiu significativamente.
Durante a guerra, o Canadá expandiu rapidamente suas missões diplomáticas no exterior. Embora o Canadá tenha sediado duas grandes conferências aliadas em Quebec em 1943 e 1944, nem King nem seus generais e almirantes foram convidados a participar de qualquer uma das discussões.

#### Problemas politicos
O governo de King fez uma intervenção sem precedentes nas eleições gerais de Quebec em 1939 para derrotar o Union Nationale do primeiro-ministro antiguerra Maurice Duplessis e garantir a vitória dos liberais pró-guerra de Quebec sob Adélard Godbout. Três dos ministros do Gabinete do Rei de Quebec (Ernest Lapointe, Arthur Cardin e Charles Gavan Power) ameaçaram renunciar se Duplessis ganhasse a reeleição, alegando que ninguém sobraria para defender Quebec no Gabinete se o recrutamento se tornasse um problema novamente. Em seu diário, King chamou Duplessis de "diabólico" e um "pequeno Hitler", acreditando que o objetivo de Duplessis era provocar tal crise entre o Canadá francês e o Canadá inglês que Quebec deixaria a Confederação. King usou os poderes de censura sob a Lei de Medidas de Guerra para impedir Duplessis de falar no rádio. Os liberais de Quebec obtiveram uma vitória esmagadora.
King rejeitou qualquer noção de um governo de unidade nacional como o governo unionista durante a Guerra MundiaI. Quando a Assembleia Legislativa de Ontário aprovou uma resolução criticando o governo de King por não travar a guerra "da maneira vigorosa que o povo do Canadá deseja ver", King dissolveu o parlamento federal, desencadeando uma eleição federal para 26 de março de 1940. Ele o manteve apesar da guerra em andamento, ao contrário da Grã-Bretanha, que formou um governo de unidade nacional e não realizou uma eleição durante a guerra. King conquistou a segunda vitória consecutiva por maioria esmagadora, conquistando 179 assentos – 6 a mais do que em 1935. Este foi o resultado de maior sucesso dos liberais Desde 2023  (em termos de proporção de assentos). O partido Oposição Oficial, os Conservadores, conquistou o mesmo número de cadeiras que R.B. Bennett fez na eleição de 1935. O relacionamento de King com o Premier Liberal de Ontário, Mitchell Hepburn, foi prejudicado devido a Hepburn liderar a resolução que criticava o esforço de guerra.
King promoveu o engenheiro e empresário C. D. Howe a altos cargos no gabinete durante a guerra. King também sofreu dois contratempos de gabinete; seu ministro da defesa, Norman McLeod Rogers, morreu em 1940 e seu tenente de Quebec e ministro da justiça e procurador-geral, Ernest Lapointe, morreu em 1941. King procurou com sucesso o relutante Louis St. Laurent, um importante advogado de Quebec, para entrar na Câmara dos Comuns e assumir o papel de Lapointe. St. Laurent tornou-se o braço direito de King.

#### Despesas de guerra
Em 24 de junho de 1940, o governo de King apresentou o primeiro orçamento de US$ 1 bilhão da história do Canadá. Incluía $700 milhões em despesas de guerra em comparação com $126 milhões no ano fiscal de 1939-1940; no entanto, devido à guerra, a economia geral foi a mais forte da história canadense.

#### Internação de nipo-canadenses
Após o ataque a Pearl Harbor em dezembro de 1941, os nipo-canadenses foram classificados como estrangeiros inimigos sob a Lei de Medidas de Guerra, que começou a remover seus direitos pessoais. A partir de 8 de dezembro de 1941, 1.200 navios de pesca de propriedade de japoneses-canadenses foram apreendidos como uma "medida de defesa". Em 14 de janeiro de 1942, o governo federal aprovou uma ordem pedindo a remoção de japoneses do sexo masculino entre 18 e 45 anos de idade de uma área protegida designada de 100 milhas para o interior da costa da Colúmbia Britânica, promulgou uma proibição contra a pesca nipo-canadense durante a guerra, proibiu rádios de ondas curtas e controlou a venda de gasolina e dinamite para nipo-canadenses. Cidadãos japoneses removidos da costa após a ordem de 14 de janeiro foram enviados para acampamentos nas estradas ao redor de Jasper, Alberta. Três semanas depois, em 19 de fevereiro de 1942, o presidente dos Estados Unidos, Franklin D. Roosevelt, assinou a Ordem Executiva 9066, que pedia a remoção de 110.000 pessoas de ascendência japonesa da costa americana. Uma historiadora do internamento, Ann Sunahara, argumenta que "a ação americana selou o destino dos nipo-canadenses". Em 24 de fevereiro, o governo federal aprovou a ordem do conselho PC 1468 que permitia a remoção de "todas as pessoas de origem japonesa" . Em 25 de fevereiro, o governo federal anunciou que os nipo-canadenses estavam sendo transferidos por motivos de segurança nacional. Ao todo, cerca de 27.000 pessoas foram detidas sem acusação ou julgamento, e seus bens confiscados. Outros foram deportados para o Japão. King e seu gabinete receberam relatórios de inteligência conflitantes sobre a ameaça potencial dos japoneses. O major-general Ken Stuart disse a Ottawa: "Não consigo ver que os nipo-canadenses constituam a menor ameaça à segurança nacional."  Em contraste, o procurador-geral do BC, Gordon Sylvester Wismer, relatou que, embora tivesse "o maior respeito por" e "hesitasse em discordar" da RCMP, "todas as agências de aplicação da lei nesta província, incluindo ... os oficiais militares acusados de segurança interna local, são unânimes em afirmar que existe uma grave ameaça." 

#### Expansão da pesquisa científica
O governo de King expandiu muito o papel do Conselho Nacional de Pesquisa do Canadá durante a guerra, passando para pesquisas em grande escala em física nuclear e uso comercial de energia nuclear nos anos seguintes. King, com CD Howe atuando como homem de ponta, transferiu o grupo nuclear de Montreal para Chalk River, Ontário, em 1944, com o estabelecimento dos Laboratórios Nucleares de Chalk River e a cidade residencial de Deep River, Ontário. O Canadá tornou-se líder mundial nesse campo, com o reator NRX entrando em operação em 1947; na época, o NRX era o único reator nuclear operacional fora dos Estados Unidos.

#### Recrutamento
A promessa de King de não impor o recrutamento contribuiu para a derrota do governo provincial da Union Nationale Quebec de Maurice Duplessis em 1939 e a reeleição dos liberais nas eleições de 1940. Mas após a queda da França em 1940, o Canadá introduziu o serviço militar obrigatório para o serviço doméstico (recrutamento destinado apenas à defesa do Canadá). Apenas voluntários deveriam ser enviados para o exterior. King queria evitar a repetição da Crise de Recrutamento de 1917. Em 1942, os militares pressionavam bastante King para enviar recrutas para a Europa. Em 1942, King realizou um plebiscito nacional sobre o assunto, pedindo à nação que o isentasse do compromisso que havia assumido durante a campanha eleitoral. Na Câmara dos Comuns em 10 de junho de 1942, ele disse que sua política era "não necessariamente recrutamento, mas recrutamento se necessário".

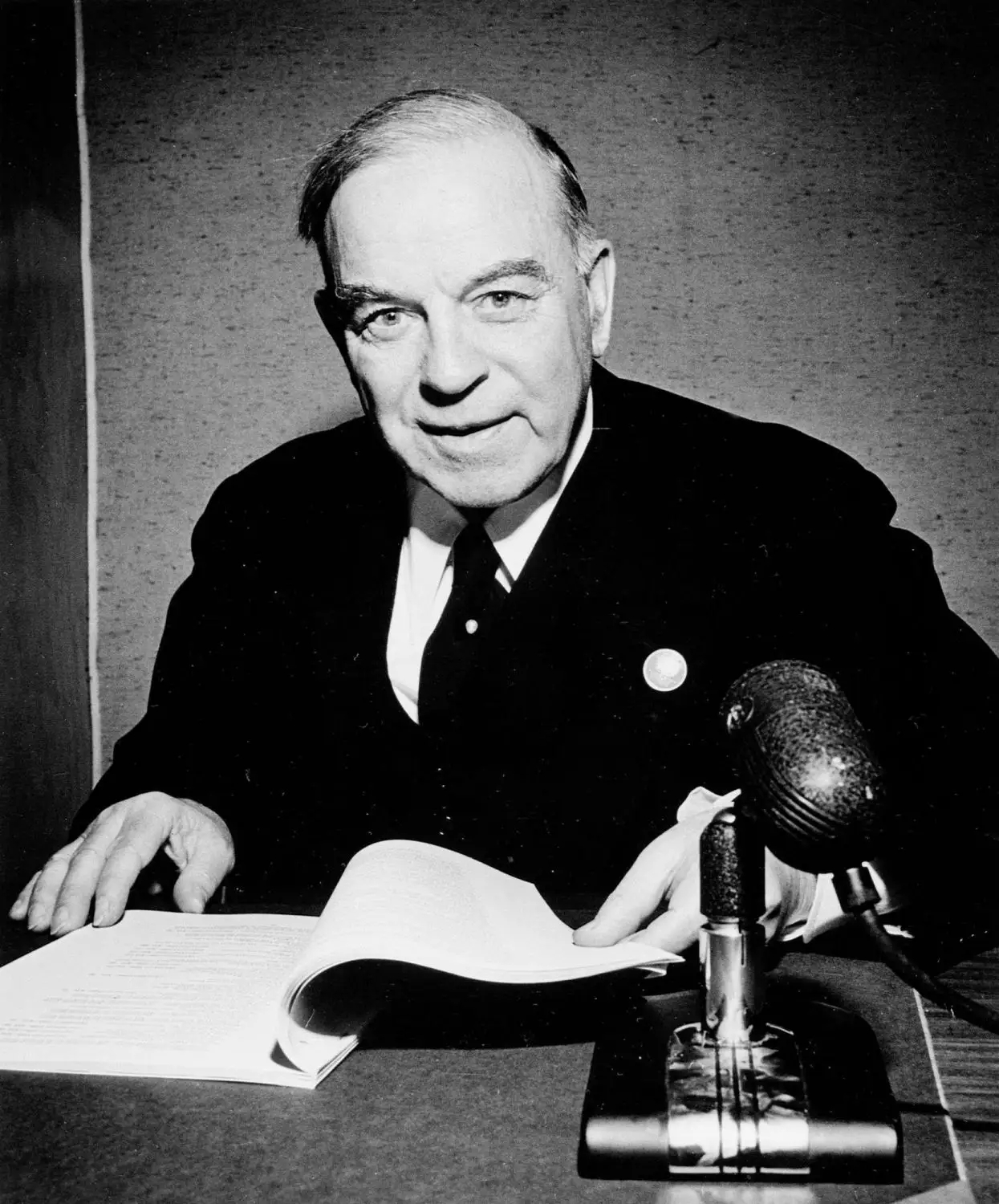
King fazendo seu discurso para o Canadá no VE-Day

Os canadenses franceses votaram contra o recrutamento, com mais de 70% de oposição, mas uma maioria esmagadora - mais de 80% - dos canadenses ingleses o apoiou. Recrutas franceses e ingleses foram enviados para lutar nas Ilhas Aleutas em 1943 - tecnicamente solo norte-americano e, portanto, não "no exterior" - mas a mistura de voluntários canadenses e recrutas descobriu que as tropas japonesas haviam fugido antes de sua chegada. Caso contrário, King continuou com uma campanha para recrutar voluntários, na esperança de resolver o problema com a escassez de tropas causada por pesadas perdas na Batalha de Dieppe em 1942, na Itália em 1943 e após a Batalha da Normandia em 1944. Em novembro de 1944, o governo decidiu que era necessário enviar conscritos para a guerra. Isso levou a uma breve crise política (ver Crise de recrutamento de 1944 ) e a um motim de recrutas postados na Colúmbia Britânica, mas a guerra terminou alguns meses depois. Ao todo, 12.908 recrutas foram enviados para lutar no exterior, embora apenas 2.463 tenham participado do combate.

### Canadá pós-guerra

#### Eleição de 1945
Com o fim da guerra, King convocou uma eleição federal para 11 de junho de 1945. A campanha eleitoral dos liberais centrou-se num amplo programa de segurança social. Embora King hesitasse que seu governo expandisse seu papel na economia e administrasse déficits, ele aceitou porque essas medidas estavam alinhadas com sua preocupação com as pessoas com dificuldades financeiras. Havia motivos políticos também; os liberais precisavam competir com a crescente Federação Socialista Cooperativa da Comunidade (CCF) por votos. Além disso, King prometeu comprometer uma divisão de voluntários para a Operação Queda, a invasão planejada do Japão marcada para o final de 1945 e início de 1946, enquanto o líder conservador progressista John Bracken prometeu o recrutamento. A promessa de Bracken era impopular e, portanto, beneficiou os liberais.
Os liberais foram derrubados de um governo de maioria maciça para um governo de minoria. No entanto, eles foram capazes de governar com uma maioria funcional com o apoio de oito MPs "Liberais Independentes" (a maioria dos quais não concorreu como Liberais oficiais por causa de sua oposição ao recrutamento). O declínio do apoio dos liberais foi parcialmente atribuído à introdução do recrutamento, que era impopular em muitas partes do Canadá. Como King foi derrotado em sua própria cavalgada de Prince Albert, o colega liberal William MacDiarmid, que foi reeleito no assento seguro de Glengarry, renunciou para que uma eleição suplementar em 6 de agosto pudesse ser realizada, que posteriormente foi vencida por King.

#### Relações Exteriores, Guerra Fria
King ajudou a fundar a Organização das Nações Unidas (ONU) em 1945 e participou das reuniões de abertura em San Francisco. Embora admitisse que as grandes potências, como os Estados Unidos e o Reino Unido, dominariam a organização, King argumentou que as potências intermediárias, como o Canadá, deveriam ter influência na ONU com base em suas contribuições para a solução de disputas.
King moveu o Canadá para o aprofundamento da Guerra Fria em aliança com os EUA e a Grã-Bretanha. Ele lidou com as revelações de espionagem do escrivão de cifras soviético Igor Gouzenko, que desertou em Ottawa em setembro de 1945, nomeando rapidamente uma Comissão Real para investigar as alegações de Gouzenko de uma quadrilha de espionagem comunista canadense transmitindo documentos ultrassecretos a Moscou. O ministro da Justiça, Louis St. Laurent, lidou decisivamente com essa crise, a primeira desse tipo na história do Canadá. St. Laurent sucedeu King como ministro das Relações Exteriores em setembro de 1946.

#### Conquistas domésticas
Após a guerra, King rapidamente desmantelou os controles de guerra. Ao contrário da Primeira Guerra Mundial, a censura à imprensa terminou com as hostilidades.

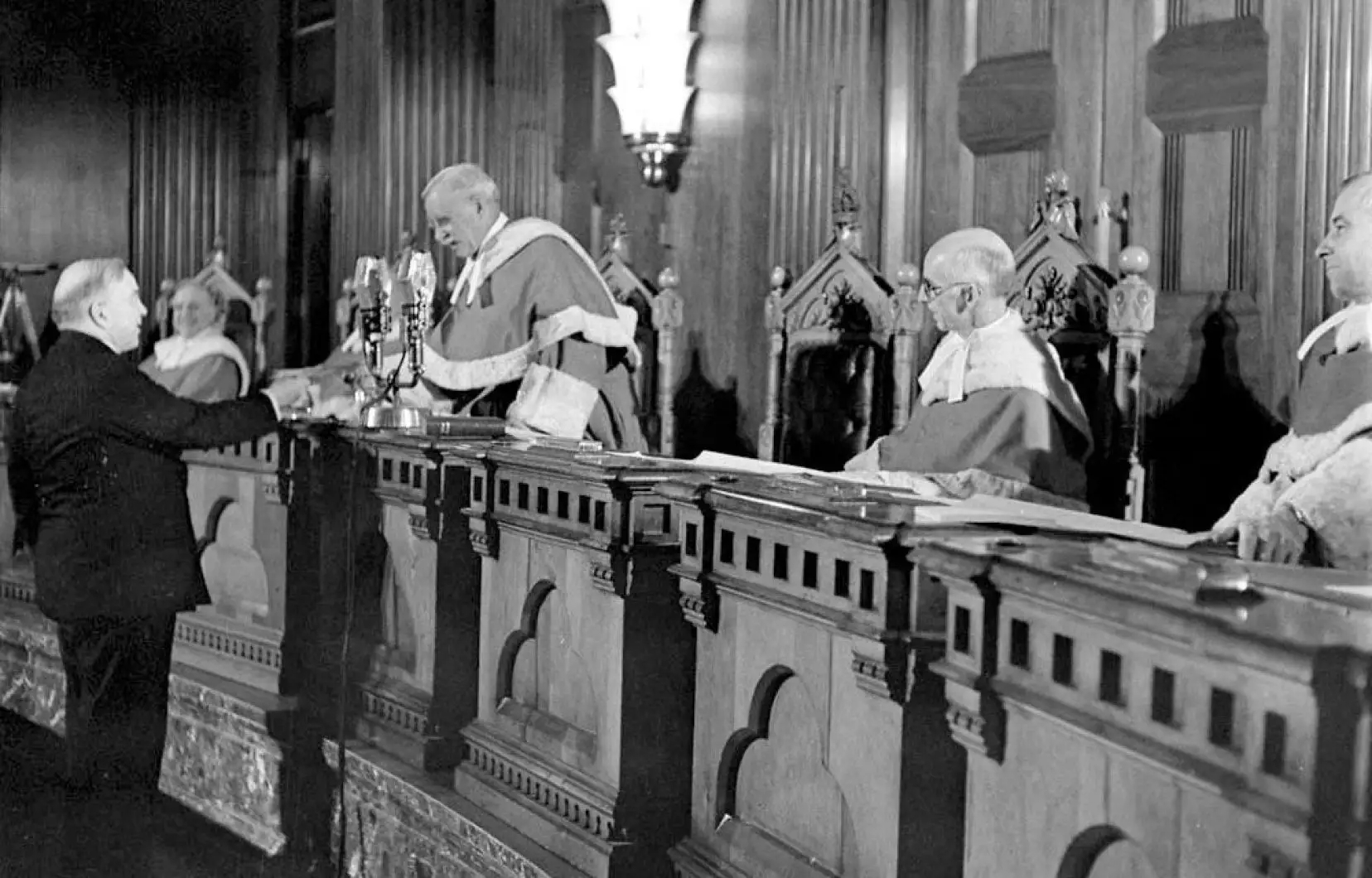
King (extrema-esquerda) torna-se a primeira pessoa a fazer o Juramento de Cidadania, do Juiz Thibaudeau Rinfret, na Suprema Corte, em 3 de janeiro de 1947

O governo de King introduziu a Lei da Cidadania Canadense em 1946, que criou oficialmente a noção de "cidadãos canadenses". Antes disso, os canadenses eram considerados súditos britânicos que viviam no Canadá. Em 3 de janeiro de 1947, King recebeu o certificado de cidadania canadense número 0001.
King também lançou as bases para a entrada posterior do Domínio de Terra Nova na Confederação Canadense, afirmando: "Os habitantes da Terra Nova não são estranhos ao Canadá, nem os canadenses são estranhos à Terra Nova." Os newfoundlanders pró-confederação Frederick Gordon Bradley e Joey Smallwood argumentaram que ingressar no Canadá aumentaria o padrão de vida dos newfoundlanders; A Grã-Bretanha também favoreceu a Confederação. Um segundo turno foi realizado em 22 de julho de 1948 e 52,3 por cento dos eleitores decidiram que Newfoundland deveria entrar no Canadá. Depois, Smallwood negociou os termos de entrada com King. Newfoundland entrou na Confederação em 31 de março de 1949, tornando-se a décima província do Canadá.

### Aposentadoria
Com a saúde piorando, King declarou em maio de 1948 que não seria o líder liberal nas próximas eleições. A convenção de 7 de agosto de 1948 (realizada exatamente 29 anos depois de King se tornar o líder liberal) escolheu St. Laurent, a escolha pessoal de King, como o novo líder do Partido Liberal. Três meses depois, em 15 de novembro, King se aposentou após 21+1⁄2 anos como primeiro-ministro. King foi o primeiro-ministro mais  longínquo da história canadense; também serviu na maioria dos parlamentos (seis, em três períodos não consecutivos) como primeiro-ministro.

## Aposentadoria e morte (1948-1950)

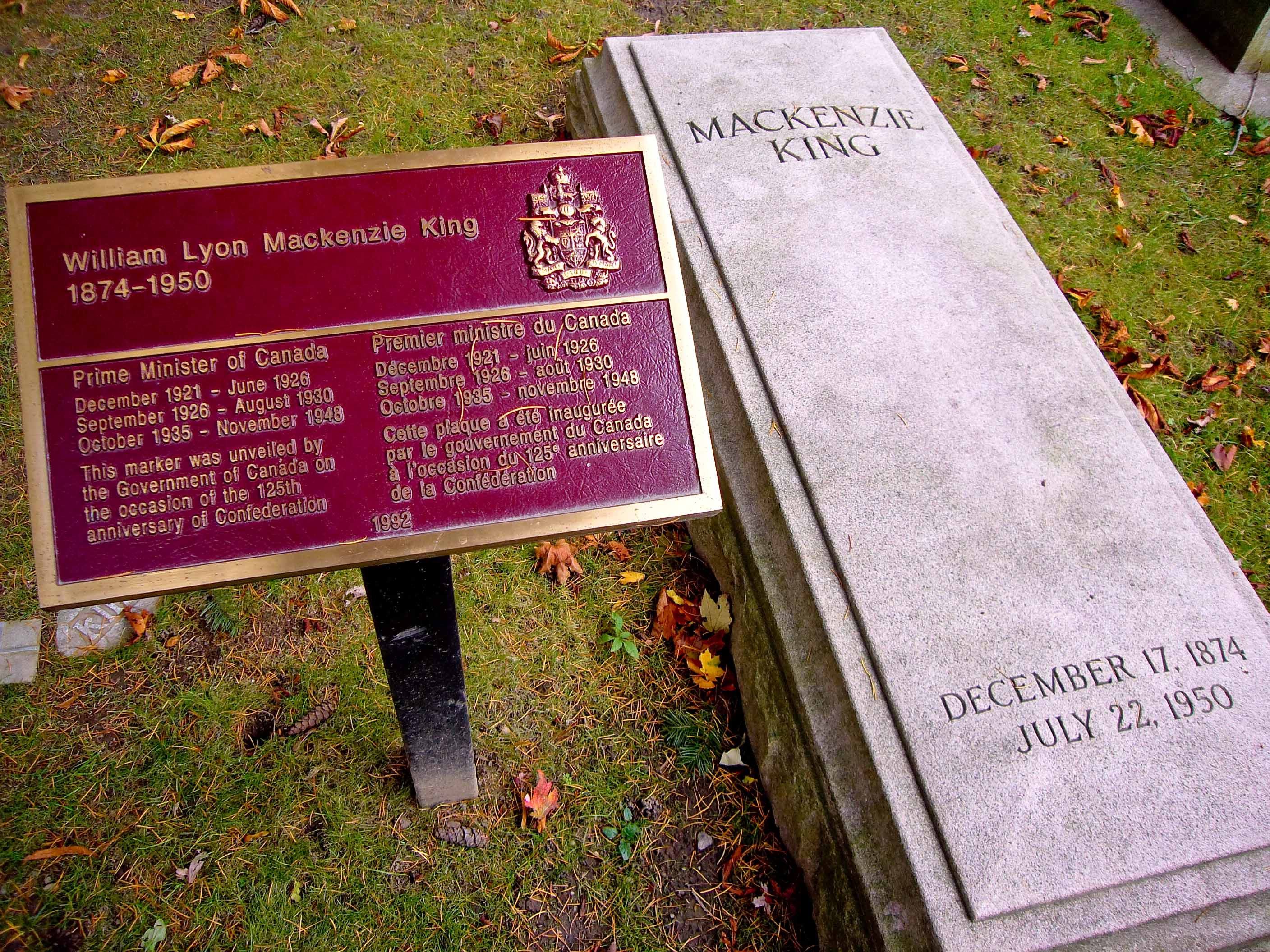
Túmulo de King

King tinha planos de escrever suas memórias. No entanto, ele não teve uma longa aposentadoria e morreu em 22 de julho de 1950, em sua propriedade rural em Kingsmere  de pneumonia. Ele está enterrado no Mount Pleasant Cemetery, em Toronto.

## Estilo pessoal e caráter
King carecia de uma presença dominante ou habilidades oratórias; ele não brilhou no rádio ou nos cinejornais. Havia pouco carisma. Frio e sem tato nas relações humanas, ele tinha aliados, mas poucos amigos íntimos. Seus aliados se irritavam com suas constantes intrigas.

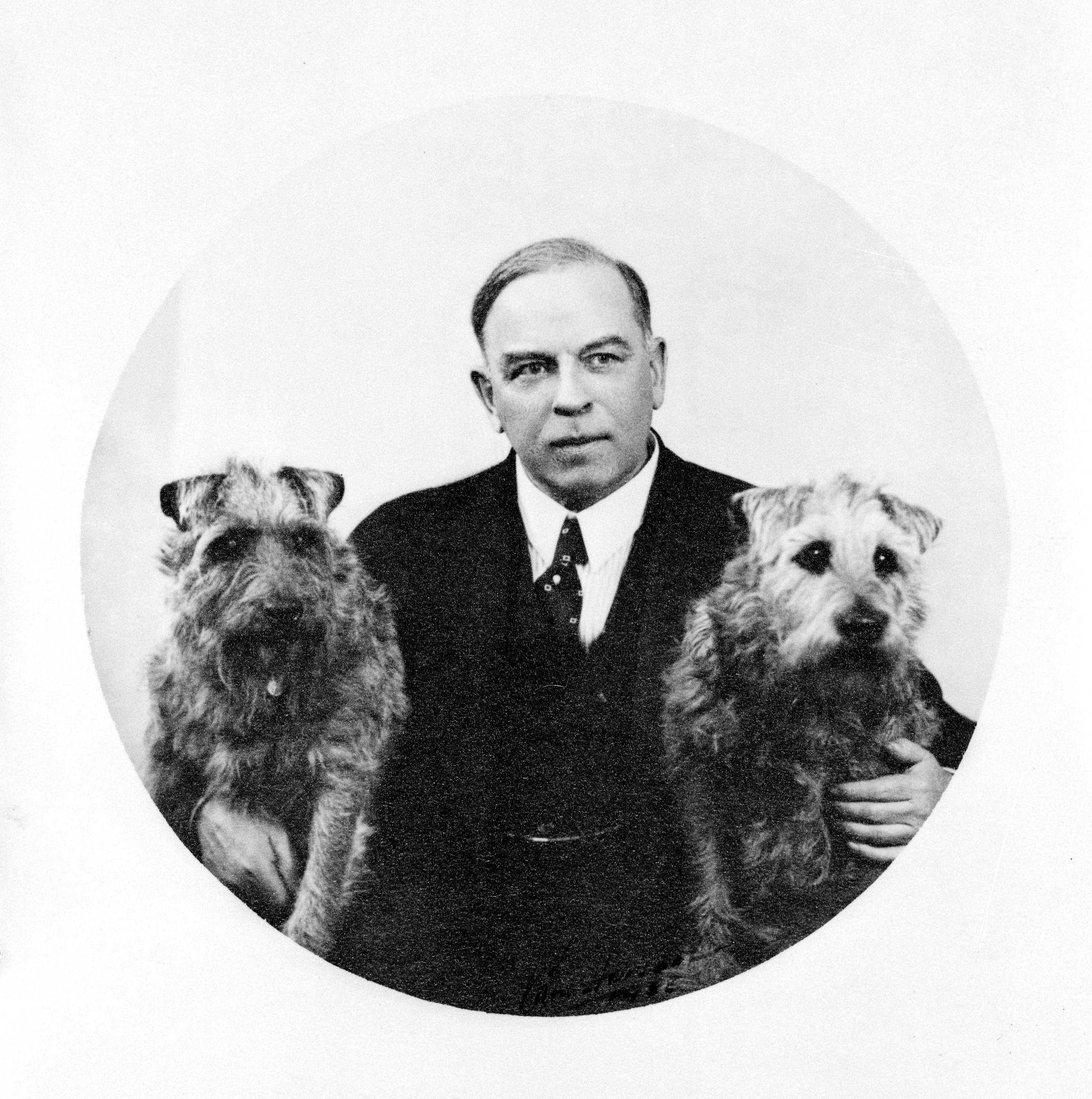
King com seus dois cachorros, 1938

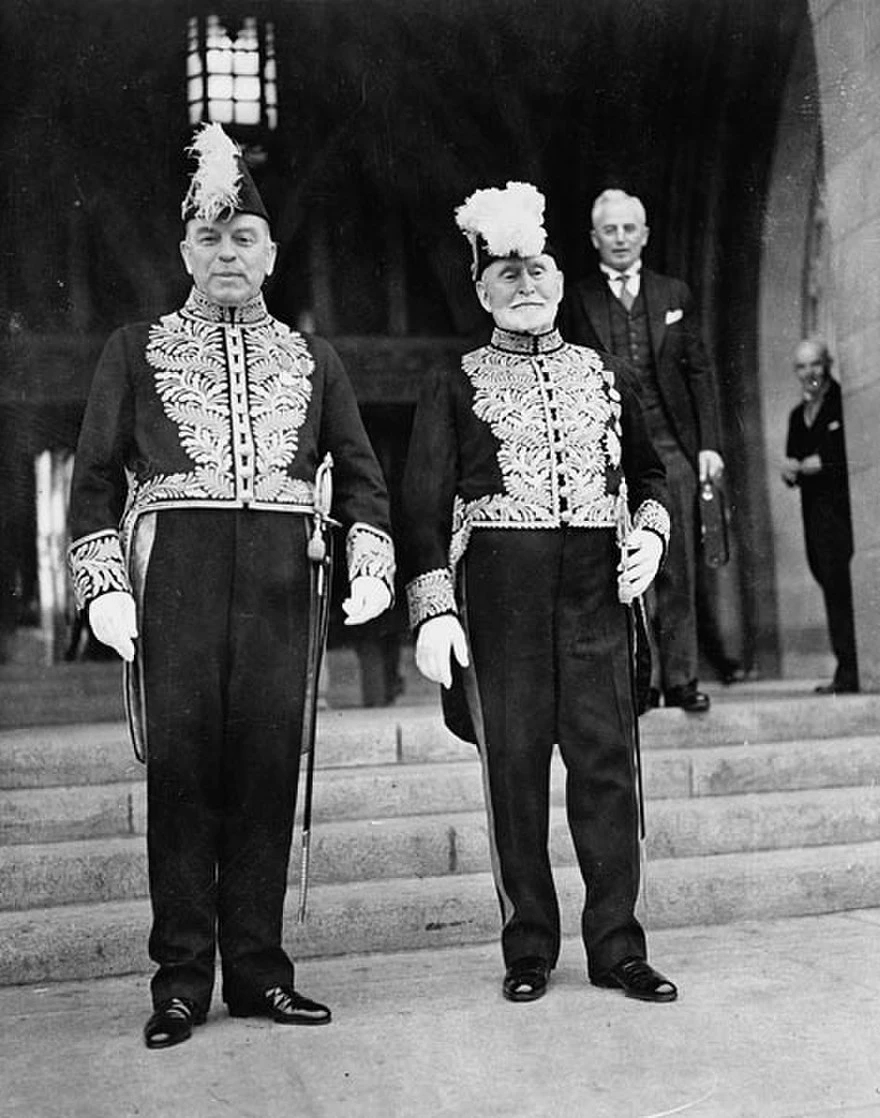
King e o senador Raoul Dandurand em roupas de Estado, 1939.

Os estudiosos atribuem o longo mandato de King como líder do partido à sua ampla gama de habilidades adequadas às necessidades do Canadá.  King manteve um diário muito sincero de 1893, quando ainda era estudante de graduação, até alguns dias antes de sua morte em 1950; os volumes, empilhados em uma fileira, abrangem um comprimento de mais de sete metros e compreendem mais de 50.000 páginas manuscritas de texto transcrito datilografado. Um biógrafo chamou esses diários de "o documento político mais importante da história canadense do século XX", pois eles explicam as motivações dos esforços de guerra canadenses e descrevem outros eventos em detalhes.
Os interesses ocultos de King foram mantidos em segredo durante seus anos no cargo, e só foram divulgados após sua morte, quando seus diários foram abertos. Os leitores ficaram surpresos e, para alguns, King recebeu o apelido de "Weird Willie". King comungava com espíritos, usando sessões com médiuns pagos. Com isso, ele afirmou ter se comunicado com Leonardo da Vinci, Wilfrid Laurier, sua falecida mãe, seu avô, e vários de seus cachorros mortos, bem como o espírito do falecido presidente Roosevelt.  Alguns historiadores argumentam que ele buscou segurança pessoal do mundo espiritual, mais do que conselhos políticos. Após sua morte, uma de suas médiuns disse que não sabia que ele era um político. King perguntou se seu partido venceria a eleição de 1935, uma das poucas vezes em que a política surgiu durante suas sessões. No entanto, Allan Levine argumenta que às vezes ele prestava atenção às implicações políticas de suas sessões: "Todas as suas experiências espiritualistas, suas outras superstições e suas reações multiparanóicas impressas em sua consciência, moldando seus pensamentos e sentimentos de mil maneiras diferentes. " 
Os historiadores viram em seu espiritismo e atividades ocultas uma propensão para forjar unidades a partir de antíteses, tendo assim uma importância política latente. O historiador Charles Perry Stacy, em seu livro de 1976 A Very Double Life examinou a vida secreta de King em detalhes, argumentou que King não permitia que suas crenças influenciassem suas decisões em questões políticas. Stacey escreveu que King desistiu inteiramente de seus interesses no ocultismo e no espiritismo durante a Segunda Guerra Mundial.
King nunca se casou, mas tinha várias amigas íntimas, incluindo Joan Patteson, uma mulher casada com quem passava parte de seu tempo de lazer; às vezes ela servia como anfitriã em seus jantares. Ele não tinha uma esposa que pudesse ser a anfitriã o tempo todo e lidar com as muitas obrigações sociais que ele tentava minimizar. O editor Charles Bowman relata que "ele sentia falta de uma esposa, principalmente quando os deveres sociais exigiam uma anfitriã".
Alguns historiadores interpretaram passagens em seus diários como sugerindo que King regularmente mantinha relações sexuais com prostitutas. Outros, também baseando suas reivindicações em passagens de seus diários, sugeriram que King estava apaixonado por Lord Tweedsmuir, a quem ele havia escolhido para ser nomeado governador-geral em 1935.

## Legado
O historiador George Stanley argumenta que as políticas de guerra de King "podem não ter sido emocionantes ou satisfatórias, mas foram eficazes e bem-sucedidas. É por isso que, praticamente sozinho entre os governos de guerra, o seu continuou a gozar de apoio público, tanto depois como durante a Segunda Guerra Mundial."  O historiador Jack Granatstein avalia o desempenho econômico do governo King. Ele relata: "A administração econômica do Canadá foi geralmente considerada a mais bem-sucedida de todos os países envolvidos na guerra".
O historiador Christopher Moore diz: "King fez de 'O Parlamento decidirá' sua máxima e a repetia sempre que desejava evitar uma decisão."  King era profundamente sensível às nuances da política pública; ele era um workaholic com uma inteligência perspicaz e penetrante e uma compreensão profunda das complexidades da sociedade canadense. Sua força ficou aparente quando ele sintetizou, construiu apoio e aprovou medidas que atingiram um nível de amplo apoio nacional. Avanços no estado de bem-estar foram um exemplo. Seus sucessores, especialmente Diefenbaker, Pearson e Trudeau, transformaram o estado de bem-estar que ele havia desenvolvido durante a Segunda Guerra Mundial no moderno sistema do berço ao túmulo.
O historiador H. Blair Neatby escreveu: "Mackenzie King continuou a intrigar os canadenses. Os críticos argumentam que sua longevidade política foi alcançada por evasões e indecisão, e que ele falhou em fornecer liderança criativa. Seus defensores argumentam que ele mudou gradualmente o Canadá, um país difícil de governar, mantendo a nação unida." 
King foi classificado como o maior primeiro-ministro canadense por uma pesquisa de historiadores canadenses.  King foi nomeado Pessoa de Importância Histórica Nacional em 1968.

## Memoriais e homenagens
A imagem de King é usada na nota canadense de cinquenta dólares desde 1975.
King não deixou memórias políticas publicadas, embora seus diários privados fossem amplamente detalhados. Seu principal trabalho publicado continua sendo seu livro de 1918, Industry and Humanity.
Após a publicação dos diários de King na década de 1970, várias obras de ficção sobre ele foram publicadas por escritores canadenses. Isso incluiu o romance de Elizabeth Gourlay, Isabel, a peça de Allan Stratton, Rexy, e a trilogia de Heather Robertson, Willie: A Romance (1983), Lily: A Rhapsody in Red (1986) e Igor: A Novel of Intrigue (1989).
Em 1998, houve controvérsia sobre a exclusão de King de um memorial à Conferência de Quebec, que contou com a presença de King, Roosevelt e Churchill. O monumento foi encomendado pelo governo soberano do Parti Québécois de Quebec, que justificou a decisão em sua interpretação de que King estava agindo apenas como anfitrião do encontro entre Roosevelt e Churchill. Os federalistas canadenses, no entanto, acusaram o governo de Quebec de tentar promover sua própria agenda política.
A OC Transpo possui uma estação Transitway chamada Mackenzie King devido a sua localização na ponte Mackenzie King. Ele está localizado ao lado do Rideau Center, no centro de Ottawa, Ontário.
A ponte sobre o Canal Rideau no centro de Ottawa, construída após a Segunda Guerra Mundial, recebeu esse nome em sua homenagem para reconhecer suas contribuições para o planejamento territorial da cidade de Ottawa.
King legou seu retiro rural privado em Kingsmere, Quebec, perto de Ottawa, para o governo do Canadá e a maior parte da propriedade foi incorporada ao Gatineau Park, administrado pelo governo federal. A casa de verão de King em Kingsmere, chamada "A Fazenda", agora serve como residência oficial do Presidente da Câmara dos Comuns do Canadá. A Fazenda e seus terrenos estão localizados dentro do Parque Gatineau, mas não estão abertos ao público.

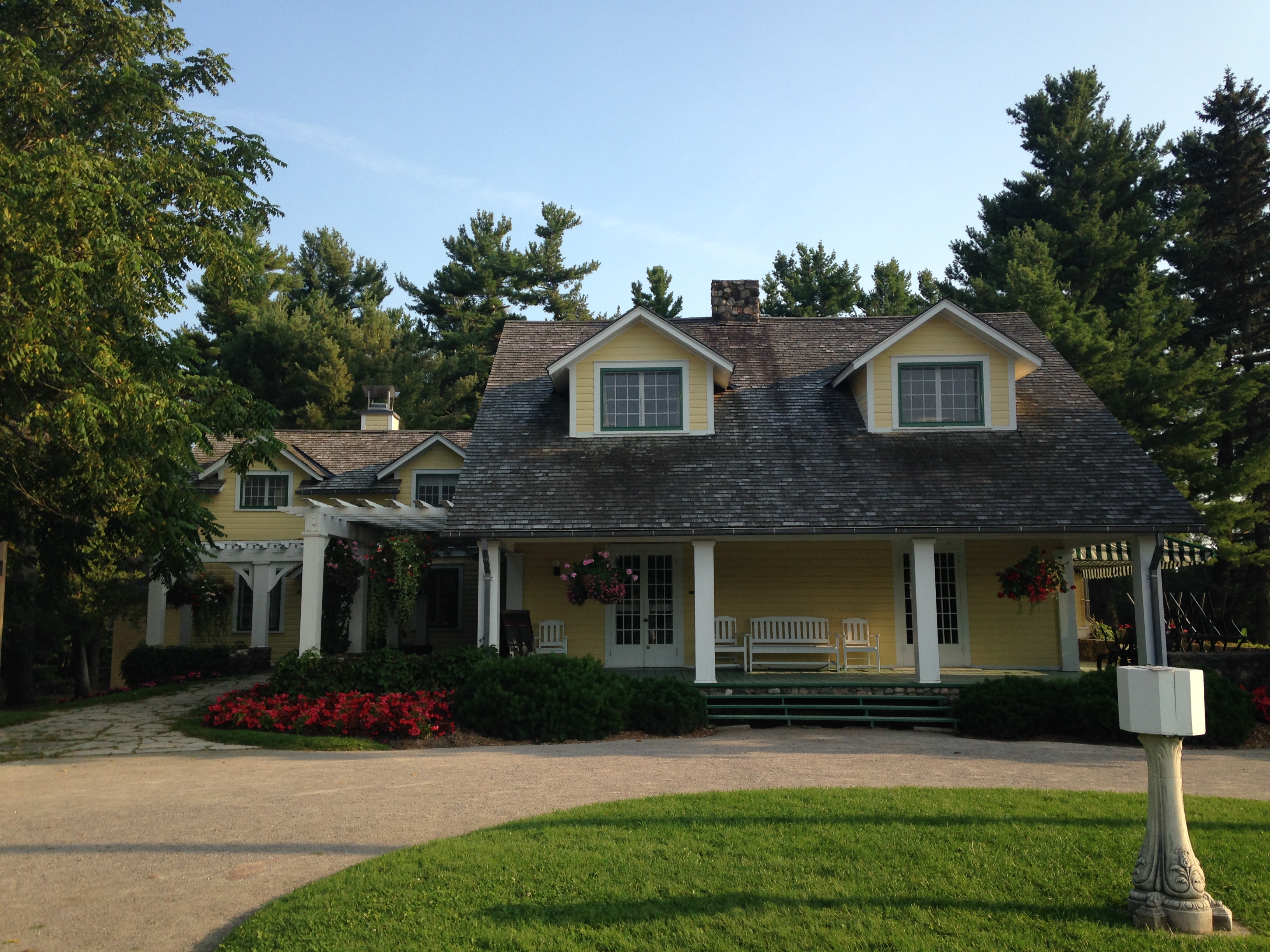
Casa de William Lyon Mackenzie King em Kingsmere, Quebec

O Woodside National Historic Site em Kitchener, Ontário, foi a casa da infância de King. A propriedade tem mais de 4,65 hectares de jardim e parque para explorar e relaxar, e a casa foi restaurada para refletir a vida durante a era de King. Há uma escola pública MacKenzie King no bairro Heritage Park em Kitchener. Kitchener era conhecido como Berlim até 1916.
King foi mencionado no livro Alligator Pie de Dennis Lee, aparecendo como o tema de um poema infantil sem sentido, que diz "William Lyon Mackenzie King / Ele sentou no meio e brincou com barbante / Ele amava sua mãe como qualquer coisa / William Lyon Mackenzie King."
King é um personagem proeminente no romance Me Too, de Donald Jack, ambientado em Ottawa na década de 1920.
Um personagem que apareceu duas vezes na popular série de televisão canadense Due South dos anos 1990 foi nomeado "Mackenzie King" em referência óbvia.
King é retratado por Sean McCann na minissérie de televisão de Donald Brittain de 1988, The King Chronicle, e por Dan Beirne no filme de Matthew Rankin de 2019, The Twentieth Century.

## Honras
| Honraria | Descrição                                            | Notas |
| -------- | ---------------------------------------------------- | --- |
|          | Ordem de Mérito (OM)                                 | - 17 de novembro de 1947. |
|          | Companheiro da Ordem de São Miguel e São Jorge (CMG) | |
|          | Medalha do Jubileu de Prata do Rei George V          | - 1936 - Como primeiro-ministro do Canadá e membro eleito da Câmara dos Comuns do Canadá, o Honorável William Lyon Mackenzie King, PC, CMG, receberia a medalha como membro da ordem de precedência canadense. |
|          | Medalha de Coroação do Rei George VI                 | - 1937 - Como primeiro-ministro do Canadá e membro eleito da Câmara dos Comuns do Canadá, o Honorável William Lyon Mackenzie King, PC, CMG, receberia a medalha como membro da ordem de precedência canadense. |
|          | Ordem Nacional da Legião de Honra                    | - |
|          | Ordem da Coroa de Carvalho                           | - |
|          | Ordem de Leopoldo                                    | - |

## Graus honorários
| Localização | Data               | Escola                          | Grau                      |
| ----------- | ------------------ | ------------------------------- | ------------------------- |
| Ontário     | 1919               | Queen's University              | Doutor em Direito (LL. D) |
| Ontário     | 1923               | Universidade de Toronto         | Doutor em Direito (LL. D) |
| Connecticut | 1924               | Universidade Yale               | Doutor em Direito (LL. D) |
| Virgínia    | 1948               | Faculdade de William e Mary     | Doutor em Direito (LL. D) |
| Ontário     | 3 de junho de 1950 | Universidade de Western Ontario | Doutor em Direito (LL. D) |